# 伝説の勇者の伝説
『伝説の勇者の伝説』（でんせつのゆうしゃのでんせつ）は、鏡貴也による日本のライトノベル。イラストはとよた瑣織。富士見ファンタジア文庫（富士見書房→KADOKAWA）より、2002年2月から刊行されている。全4つのタイトルを冠しており、物語本編『伝説の勇者の伝説』および『大伝説の勇者の伝説』、短編集『とりあえず伝説の勇者の伝説』および『真伝勇伝・革命編 堕ちた黒い勇者の伝説』に分かれている。略称は「伝勇伝」。第4回龍皇杯優勝作品（『EME』とのW優勝）。2015年10月時点でシリーズ累計発行部数は430万部を記録している。
2002年のコミカライズを皮切りに、ゲームやテレビアニメなどのメディアミックス展開がされている。詳細は後述参照。

## あらすじ
伝説の勇者の伝説
ローランド帝国王立特殊学院の学生、ライナ・リュートは、いつも寝てばかりで無気力の劣等生。昼寝だけして過ごすことを望んでいたある日、敵国のエスタブール王国が戦争をしかけてきたことで、ライナたち学生は戦争に送り込まれ、仲間の多くを失ってしまう。
戦後、ライナはローランド帝国国王シオンと共にローランドのために行動を始めるが、大陸を覆う闇はローランドをも蝕み始めていた。
大伝説の勇者の伝説
シオンを救うために、ライナとフェリスがローランド出奔を決意する一方、シオンは北へ進軍を始めた。ライナたちはシオンの異変の原因を調べるうちに、メノリス大陸の秘密を知ることとなる。

## 登場人物
※声優はドラマCD版 / テレビアニメ版の順。

### 主人公
ライナ・リュート
声 - うえだゆうじ / 福山潤（幼少期 - 大浦冬華）
本作の主人公。魔眼「複写眼（アルファ・スティグマ）」の保持者。身長180cm。
黒髪黒目、長身痩躯という出で立ちの好青年。本来は「フェルナ・リュートルー」という名前だったが、複写眼の呪いから解放するため父リューラが「寂しがりの悪魔（ライナ・エリス・リード）」の半分である「すべての式を解く者」を入れたため、「ライナ・リュート」となった。
常に気だるげで昼寝のことばかり考えている怠惰な性格。体術・魔法いずれも常人離れしたレベルにあり、特に魔法に関してはずば抜けた技術を持っている。魔法に対する天才的な理解力・感性を有し、それに比べれば複写眼などおまけに過ぎないというのが師であったジェルメの評価。
陰成師だった13歳の頃、当時「ローランド最高の魔術師」と呼ばれていたクヲント・クオを倒し、それ以降「ローランド最高の魔術師」と呼ばれるようになり、軍の陰に属する者達から恐れられていた。
通常の複写眼であれば、一度暴走すると正気に戻れないものの、ライナは暴走してもなお正気に戻ることができる。また、普通の複写眼保持者は暴走しても魔法騎士が数人いれば殺せるのに対し、ライナの場合は50人がかりでも全く歯が立たない。
シオンの命令でフェリスと勇者の遺物の探索を行っていたが、旅を続けるうちにそれを取り巻く闇を追っていく。基本的に誰にでも優しく接するが、魔眼保持者を化け物扱いする人間に対しては怒りを露わにしており、特に幼い子供まで虐殺しているガスタークをひどく嫌っている。
生まれは貴族のリュートルー家だが「女神」との契約により幼い頃の記憶や名前、人格は失われていた。
遺物探索の旅からローランドに帰還しシオンの徹夜仕事に巻き込まれて一年が経過した頃、遺物らしき何かに蝕まれたと思しきシオンの不審な行動により投獄される。そして同じく絶縁されたフェリスの助けにより脱獄、彼を救う方法を求めフェリスと共にローランド出奔を決意する。
ローランドを脱出した後、トアレを救うためにネルファに向かい、そこでヴォイスとともに現れた「未臓の女神」との邂逅で契約によって失われていた名前と記憶を取り戻した。以後はヴォイス率いる反ローランド連合の王に祭り上げられる。ガスタークとゲイルフィックラントとの戦乱の最中、リル・オルラによって複写眼と右腕を奪われ死に瀕するが、その際、自分の中にいる「寂しがりの悪魔」の半分である「寂しがり（ライナ）」と会合し、「すべての式を解く者」として覚醒した。
覚醒後、復活した瞳には五芒星ではなく、七色に明滅する涙の形が浮かび上がる。魔法だけでなく人間や物質、果ては「忘却欠片（ルール・フラグメ）」の構成まで見えるようになり、それら全ての式を解いて存在ごと解除できるようになった。
戦争の終盤、実体化した「α（アルファ）」とグロウヴィルから仲間を守るため、「すべての式を解く者」としての力を用いて多数の人間を消滅させたが、後に再会した父リューラに、力を行使するとその度に自身の大切に思っている人間の命を奪ってしまうこと、そして母イルナが最初の犠牲者となったことを知らされた。なお、この時リューラによって彼の右腕を移植された。
覚醒直後から10日近く意識を失っていたが、この間にライナの名でヴォイスがゲイルフィックラントの領土の一部を奪ってスフェルイエット民国を建国、「悪魔王」を名乗って同国の王に即位すると共に100万もの人間を皆殺しにした力を武器に各国に「忘却欠片」の使用禁止条約を押し付けた。
ヴォイスの招きでスフェルイエット民国に到着した直後、リューラを媒介した「すべての式を解く者」の目を曇らせる呪いが発動し、レムルスの幻術に侵され、拉致されてしまう。拉致された先の王塔でレムルスから作品世界の秘密について聞かされ、救援に来たシオンとともに「すべての式を解く者」の力を弱められる。瞳には再び五芒星がうかぶようになったが、複写眼とは異なりピンク、青、朱が交互に明滅する。強力な力を秘めた忘却欠片の構成を見通すことはできなくなったが簡易なものは見通せるため、忘却欠片の量産を視野に入れている。その後、レムルスに張った結界により1年間神からの干渉が消え、その間にルシルにエーネが殺された。それは、リューラが意図したものでありルシルにエーネの未来眼（トーチカース）の力を喰わせるためだった。力を奪われたエーネに自らの命を与えたリューラは亡くなり、エーネは生き返ったものの未来眼を持っていたころの記憶をすべて失っていた。そんな中、ライナは1000年でリセットされる世界を壊そうとリューラが残した研究所で魔法の研究に打ち込んでいた。
フェリス・エリス
声 - 久川綾 / 高垣彩陽
本作のヒロイン。ライナの相棒。「剣の一族」と呼ばれるエリス家の出身。身長170cm。
金髪青眼で女神と見紛う美貌を持つ。尋常ではない強さの持ち主であり、長剣を武器とする。目に見えないほどのスピードで繰り出される剣は時に光でさえ切り裂き、その強さはエリス家の異常な戦闘訓練の賜物（近親相姦による遺伝も大きい）。
兄弟には現エリス家当主の兄ルシルと無邪気な妹イリスがおり、両親（声 - 子安武人〈父親〉 / 伊藤美紀〈母親〉）はフェリスが14歳の時ルシルに殺害された。幼い頃からの拷問に近い訓練のせいで当初は表情に乏しかったが、ライナと旅を続ける内に少しずつ感情を表すようになった。
だんごが大好物であり、シオンからのかなりの金額の仕送りをすべてだんごにつぎ込むほど。また、幽霊が大嫌い。度々自分の美貌を自慢するが、突っ込んでもらえないと赤面する。唐突に身も蓋も無い話を始めてライナたちを呆れさせるが、無視されると怒る。
勇者の遺物の探索からローランドに帰還し一年が経過した後、シオンによって投獄されたライナを救出し共に国を出ることを決める。その後はライナと共に反ローランド連合と行動を共にする。ライナたちとスフェルイエット民国に入った直後、彼がレムルスに連れ去られるところを目の当たりにし、ライナ救出の手がかりを求め、キファと共にシオンの元へ向かうが、途中ヴォイスと組んだピアに襲われ、彼女と行動を共にする。
普段はライナを苛めて楽しんでいるが彼に恋愛感情を抱いているようで、リューラに「ライナのことが好きなのか？」と聞かれた時は赤面して絶句し（もっともこのときはリューラに感情を増幅させる魔法をかけられていた）、ライナが死んだと聞かされた時や、リルによって複写眼を奪われ、死に瀕した時には涙を流した。突然おかしくなったシオンが「ライナを殺した」と告げた時もそれを信じず、必死にライナを探し回り、見つけたときには感極まって泣きながら彼に抱きついていた。また、ライナに積極的に好意を寄せるキファとは微妙な関係になり、ヤキモチを焼くことも。ライナ救出以前にキファのことを名前で呼ぶことはほとんどない。
そのライナに対する好意とルシルの血縁であることをリューラに見込まれ、剣に「神喰い」の力を宿されている。これはライナの中の「悪魔」だけを切り裂く力だが、それを使えばフェリスの命が失われる。フェリスはリューラにライナが助けを求めた時その力を使ってほしいと頼まれ、それを承諾している。
シオン・アスタール
声 - 平川大輔 / 小野大輔（幼少期 - 小橋知子）
本作の狂言回し。現ローランド帝国国王。身長177cm。
長い銀髪、金色の瞳。前王の妾の子として生まれるが、母親（声 - 千葉紗子）が低いことから異母兄弟から差別され続けてきた。やがて王立特殊学院に入学し、そこでライナやキファらと出会う。戦争の際、ライナがエスタブール魔法騎士団を暴走して壊滅させた事を自分の戦果とし昇進。ミラー率いる革命計画に参加し王位に就いた。王となってからはエスタブールとの戦争後投獄されていたライナを牢から解放し、フェリスと巡り合わせ勇者の遺物探索の旅を命じた。
表面上は完璧な王を演じている。悪政を布く貴族を粛清し巷では英雄王と呼ばれているが、自分の行動の結果、人が不幸になることに苦悩している。常は質素な執務室で書類の山に埋もれて不眠不休で仕事をこなし続け、側近が食事・睡眠・休養を勧めても生返事だけでさらに働き続ける重度の仕事中毒。そんなシオンにとってライナ、フェリスに無理難題を吹っ掛けたり、つまらない嫌がらせをしたりして楽しむひと時が心癒されるわずかな時間であり、彼らのことをとても大切に思っている。
しかし、王としての複写眼を持つライナを野放しにはできないために、ミルクを隊長に据えた忌破り追撃隊を差し向け、裏ではルークにライナ反抗時の抹殺を命じている。またミルクを隊長に任じたのにも、ライナをローランドに繋ぎ止める人質としていたような面もあり、純粋にライナを親友として大切に思う心と、非情にならなければいけないことの間で板ばさみになり、精神が分裂した。ライナが「寂しがりの悪魔」の片割れであると知っており、それをライナに話さないまま「ライナ」を救うため自身の手で殺そうと葛藤したが、結局殺せずに投獄した。
「狂った勇者」との契約による聖呪によって体を蝕まれつつある。だがその器の大きさゆえか、身に宿した狂った勇者の意識を食い潰しつつある。
現在は日々送られてくる「女神」の刺客を退けながら、彼女たちの住む世界に到達するため他国への侵略を開始。大虐殺の末に同盟国であったネルファ皇国とルーナ帝国を含めた南大陸すべての国を滅ぼし、南大陸を統一するが、同盟を結んだレムルス帝国の裏切りに合い、領土の一部とカルネを奪われた上、レムルス・レムルド・アークエドによってルシルも呪いを受けてしまう。領土奪還と中央大陸進出のためにレムルス帝国との抗争を開始。またカルネ救出のためにミルク（の身体を乗っ取った「円命の女神」）らを差し向ける。その最中、ライナが「悪魔王」を名乗り、スフェルイエット民国を建国したこと、そのライナがレルムスに拉致されたことを知らされる。レムルス帝国侵攻中にライナ救出のため単身でレムルスのもとへ向かうが、レムルスの罠にかかり、「勇者」の力を弱められる。
この騒動のときクラウが知った情報によって「勇者」の力の全貌を語っていなかったことがミラーたちに知れ、彼らの担ぐ王たるにふさわしいか審問され、間一髪のところで「ニンゲン」であると判断され、王の立場を継続する。

### ローランド帝国

#### 帝国軍
クラウ・クロム
声 - 伊丸岡篤
現ローランド帝国元帥にして、シオンの右腕。身長190cm。
幼少時から貴族の私兵育成機関で過酷極まる訓練を受けて、ライナ以上の戦闘力を身につけた。ライナやカルネらからは「筋肉バカ」とも呼ばれているが魔法能力も極めて高く、ライナからはローランド最強の魔道兵という評価を受け、指揮官としてもその地位に相応しい能力を持つ。
「殲滅眼（イーノ・ドゥーエ）」保持者ティーア・ルミブルに右腕の一部を食いちぎられた経験があり、腕の機能を維持するために右腕に赤い魔法陣の刺青が刻まれている。そのため、複写眼保持者（クラウは殲滅眼の存在を知らず、ティーアを複写眼保持者だと思っていた）を化け物扱いして嫌っている。後に再びティーアと戦った際には憎悪を剥き出しにして襲いかかるが全く歯が立たずに右腕を完全に喰われ、敗北する。ティーアへの復讐のために禁呪詛により新たな腕、漆黒の呪詛義手を手に入れた。この腕のため最近の通り名は黒手の死神となっている。元エスタブールの王女であるノア・エンと恋仲であるが、戦場に出ればいつ死ぬかわからない軍人という、自分の立場から一線を越えられないらしい。
人が死ぬのとその中で自分だけ安全な場所にいるのが嫌いなため常に前線に出たがるが、元帥に任命されてからは苦手な書類仕事に忙殺されている。重度の貴族嫌い。
カルネ・カイウェル
声 - 沢城みゆき
現ローランド帝国少将にして、シオンの左腕。身長170cm。
クラウの同門の後輩であり、貴族を嫌っている。人妻や未亡人好きで常に3人はキープしてあるらしい。またエスリナとは相思相愛だが、エスリナの兄であるフィオルと仲が良かったことと、自分が軍人であるためいつ死ぬかわからないといった理由から告白をしないでいる。
彼の不倫趣味は元々は過去に軍部で内政担当になった時、貴族たちとの摩擦と激務からくるストレスから始まったものだが、今はエスリナを遠ざける手段としてわざと派手に遊んでいる。常にフラれて終わっているので修羅場はない。
シオンの片腕として、20万の兵と共に旧ウルド民管区を守っていたが、レルムス帝国軍の裏切りにあい陥落。同国首都エッテランの教会に監禁されていたが、ライナの体をのっとったレムルスによって解放される。塔を徘徊していたときルークに出会い、エスリナへの愛を吐露するが結局戦闘不能にされる。
ミラン・フロワード
声 - 諏訪部順一
現ローランド帝国中将にして、聖騎士ハルフォード・ミランの末裔。身長187cm。
シオンを自らの王に相応しいと判断し、ローランドの闇の部分を担うと言って仕官してきた。たとえ自らの命であっても、作戦の遂行に必要であれば捧げることの出来る冷徹な人物。指輪の形をした忘却欠片「黒叡の指輪」を持つ。シオンの元に仕えてからは、旧エスタブール勢力をわざと反乱させて粛清したり、反国王派貴族たちを粛清したりするなどの計略を独断で遂行し、必要な犠牲を払いながらローランドに多大な利益をもたらした。
その反面、跡継ぎをつくらせるため次々にシオンの元へ女を送り込んだり、疲れたシオンを癒すためにからかってみたり、シオンの生誕祭を盛り上げるためにクラウに頼んでみたりなどの少しお茶目な面もある。シオンに心酔している。よく冗談も口にするが今のところそのセンスは誰からも理解されていない。
トアレを殺すために彼の屋敷を訪れた際にライナとフェリスに会合。フェリスに重傷を負わせるもライナに妨害されて退散した。その後、ルーナ貴族の屋敷でライナたちとオルラ兄妹の戦闘に割って入り、結果的にライナたちを助ける。その際、彼らに「自分はストオル帝国の人間」と名乗ってしまったため、ローランドに帰還したライナとフェリスが城に頻繁に出入りするようになってからは彼らの目に留まらないように隠れ続けていた。結果、二人はローランドを脱出するまでフロワードがシオンの部下だということを知らなかった。ただし、アニメ版においてミランは名前以外の素性を語っていない。
ローランドの使者としてヴォイスのスフェルイェットへ訪問し、悪魔王の正体を探りに行く。ヴォイスを襲撃し、尋問の結果、「悪魔王」ライナ・リュートの不在に気づき、その情報を持ち帰るためローランドに撤退。スフェルイェットのトップシークレットを知ったため、彼らから追われる立場となる。
ラッヘル・ミラー
声 - 増谷康紀
忌破り追撃隊隊長。身長175cm。
かつて革命を企てた首謀者だったが、忌み破り追撃部隊は重要な役職であり、また下からの目線も大事だと主張して元帥への昇進を蹴り、少佐の地位に留まっていた。しかしシオンから「世界の本当の姿」を聞いてその考えを改め、晴れて元帥の地位を受けた。
天才と呼ばれてそれに値するだけの実力を持っているが、本人は必要であることを必要なだけしているだけで自分は天才ではないと否定している。ライナたちの師匠ジェルメ・クレイスロールの夫。未だにジェルメのことを「ジェルメ・クレイスロール君」と呼ぶ癖がある。
バユーズ・ワイト
声 - 鳥海浩輔
元エスタブール大佐。初登場時で25歳。
茶色の瞳とくねくねと編み込んだ茶髪が特徴の青年。エスタブールでは知らぬ者は居ないほどの有能な軍人。多くのエスタブール兵から慕われる一方、個人としてもクラウとほぼ互角の魔法戦闘技術を有している。
公主だったノアを崇拝する一方、彼女が想いを寄せているクラウを露骨なまでに敵視しており、初めて彼にかけた言葉は「低俗なブタは黙ってろ」だった。実力に関しては素直に自分より上と認めているが、やはり負けず嫌いなのか、クラウとの純粋な体術勝負では、開始と同時にナイフを投げつけたり、クラウがそのナイフを受け止めた途端、「卑怯だ！」と叫んだかと思えば、「と、いうわけで相打ちだな」と勝手に勝負を終わらせたりするなどして、クラウから盛大なツッコミを受けた。
その後、クラウとは憎まれ口を叩きあいながらも認め合うようになり、ティーアとの戦闘でクラウが死に掛けた際はエスタブール兵を指揮して彼を助けている。
現在はローランド軍の元帥となり、ネルファに侵攻したクラウと時を同じくしてフロワードと共にルーナ帝国に侵攻。ネルファとルーナの国境線上に居たライナ、トアレらが率いていたネルファ難民たちを襲って虐殺。ライナ、フェリス、トアレに重傷を負わせた。
ミルク・カラード
声 - かないみか / 藤田咲
貴族カラード家に引き取られた孤児。身長145cm。
亜麻色の巻きポニーテイルに愛らしい童顔。幼い頃ライナと結婚する約束を交わしたと思い込んでいる（もっともそれはミルクの中で勝手に歪曲されていて、実際はそんな約束はしていない）。その容姿と無邪気な性格であるにもかかわらず、能力は非常に高く魔法構築や格闘技術の技術から理論において、水準以上の能力を有し、幼さの残る容姿を活かした、他者を統率して行う彼女の戦術、戦略は常人をはるかに上回る。本人いわく首以外の関節は全て外せる。
シオンの策略によって中尉として忌破り追撃隊のルーク隊の隊長に任命され、「忌破り」ライナ・リュートを追うこととなる。
人並み外れた人望があり、部下の心を一瞬にして掌握する技術（本人が意図して発揮しているわけではない）は天性の才とミラーに言わしめたほど。隊のメンバーには保護者的気分で忠誠を誓われている。隊長であるにもかかわらず隊のメンバー、特にルークからは過保護とも取れる扱いを受けることも少なくない。
当初は半ば自身の執着のために盲目的にライナを追っていたが、次第にライナを追う命令自体に不自然さを感じ、自分がライナをローランドに引き止めておくための人質ではないかという推測に至る。
ライナの父親であるリューラ・リュートルーに何らかの呪いをかけられた。リューラが言うところによれば狂った勇者の回す歯車を一つ外したのであってミルク自身に害のあるものではないとのこと。
実は「円命の女神」（ミルク・エフィレト）という、アスルード・ローランドを宿した人間を、狂わせようと画策する存在である。「勇者」と敵対している「女神」のなかで、唯一「勇者」と共に歩むことを選択した存在で、アスルードを宿した人間が最も手を出してはいけないと考える人間として生まれ、自らを抱きたいというアスルードの欲望を利用して、宿主を狂わせアスルードを目覚めさせようとしている。またその力はルシルですら手も足も出ないほど。だが人間として生れるため人間としての人格も存在する。それがミルクである。前述の呪いは円命の女神を抱いたアスルードを殺す呪い。
現在は「円命の女神」に肉体を乗っ取られてしまったが、ライナへの想いの強さゆえに徐々に「円命の女神」の意識を喰らいつつある。一方で降臨した「円命の女神」はシオンの命で、行方不明となったカルネの捜索と救出のため、レムルス帝国に潜入している。
ライナのことを想い続けているが、ライナがローランドを出奔してからは出会う機会がない。
ルーク・スタッカート
声 - 森川智之 / 日野聡
カラード隊の副官。身長183cm。
白髪長身。シオン・アスタールより、ライナ・リュートの反抗時の抹殺、ライナ・リュートの見落とした勇者の遺物（=忘却欠片）の調査及び回収を密かに命ぜられていた。
隊のメンバーを家族として大切に思っておりミルクに対してはとことん甘くすっかり父親気分。
幼少期に軍の実験で脳に魔法陣を埋め込まれ、思考力を圧倒的に高められた代償に感情を壊された（理詰めの理解は出来ても、心的に自然発生出来ない）人物。純粋な戦闘能力ではライナ、クラウには圧倒的に劣るが、全ての状況において冷静さを保ち、敵の力を計り、あらゆる状況で勝利する術を見つける能力のために、実際にライナは苦戦を強いられひどく苦手にしている。
ライナが見落としていた忘却欠片「ラッツェルの糸」を武器として使用し作戦の幅を広げている。
ミラーの片腕と目される男で、リューラとも取引をして情報を手に入れており、「女神」、「勇者」、さらにシオンやルシルでさえ知らなかった「司祭」の存在をも把握している。
ローランド軍の遠征に先駆け、レルムス帝国に潜入し調査を続けていたが、レムルスの操る一般市民に捕えられ、レムルス教会の地下で洗脳を受ける。脳の一部をえぐって洗脳を解除し、教会塔の上部へ上がる。途中、独力で脱出したカルネに出会うが、その不自然さのためにレムルスの罠の一つと考え、行動不能にしてひとり最上階へ側壁伝いで進む。ライナとレムルス、シオンの会話を立ち聞きしている途中、レムルスから自分が「決定者」の一人であることを知らされ、他の「決定者」たちとシオン、ライナを巡って戦う。
ムー・ベラリオール
声 - 阪口大助 / 阿部敦
ミルク・カラード隊の隊員。身長160cm。孤児であったが、育て親がローランドを出奔。ラッヘル・ミラーの隊が捕らえるが殺さずこっそりローランドへ連れて帰り、ルーク隊に所属していたが後にミルク隊に入隊した。ラッハ・ベラリオールとは兄弟。
ラッハ・ベラリオール
声 - 山口隆行 / 小田久史
ミルク・カラード隊の隊員。身長165cm。ムー・ベラリオールとは兄弟であり、彼と同じように入隊した。
リーレ・リンクル
声 - 飯田利信 / 岡本信彦
ミルク・カラード隊の情報を司っている。身長168cm。。人間離れした戦闘力と冷徹な思考・天才的な情報整理の能力を併せ持つ。
ノア・エン
声 - 高橋美佳子
エスタブール国王ルウェ・エンの一人娘で公主。初登場時で17歳。身長160cm。
凛とした雰囲気を持つ美女。聡明さと相成って国民から高い人気を得ていた。紺青の長い髪をポニーテールでまとめている。
エスタブールがローランド帝国の属国となってからも国王であるシオンへの謁見を頑なに拒んでいた。二年後、反乱を起こした旧エスタブール軍の盟主に担ぎ上げられる。本人もエスタブール国民のためにと心を殺して望まぬ采配を振る。しかし、その反乱自体が、幼いころからの教育係であり、最も信頼を置いていたサラウェルがローランドに取り入るために、さらにサラウェルを背後で利用し、シオンに逆らうエスタブール、ローランド両国貴族を抹殺せんとしたフロワードが起こしたものであった。
反乱の終盤、用済みとなったノアはサラウェル、さらにフロワードに殺されそうになるが、クラウによって救われる。元々不仲だったこともあり、フロワードと一触即発状態になったクラウと国民を救うため、フロワードに全面降伏とエスタブール軍の説得を申し出て承諾される。
その後、フロワードの筋書きにより「民衆を人質にとって反乱を起こしたエスタブール貴族を倒し、ローランドに全面降伏することによって被害を最小限に抑えた英雄」としてローランドの大貴族に迎えられた。
ローランドに下った後はシオンの改革の同志として助力し、そして命を救われた顛末もあってクラウに想いを寄せるようになる。その後もローランドの大貴族たちに狙われ、何度か危機に見舞われるがその度にクラウに救われており、無茶ばかりして怪我の絶えない彼の身をいつも心配し、案じている。そのためか、最初は力強く厳格だった口調も歳相応の女の子らしいものになった。
エスリナ・フォークル
声 - 竹達彩奈
シオンの秘書をしていたフィオル・フォークル（声 - 入野自由）の妹。肩口で切り揃えられた琥珀色の髪と青い眼が特徴の聡明な少女。初登場時14歳。8歳の頃に戦争で両親を失って以来、兄と二人で身を寄せ合うようにして暮らしていた。
フィオルの死後、カルネの元で働く内に想いを寄せるようになり、積極的に彼の気を引こうとしていたが、カルネの不倫趣味と相成ってことごとく空振りに終わっている。
ローランド軍の南大陸制圧後は、後方担当文官としてルーナ帝国の王城で働いている。一時カルネの軍がレムルス軍によって壊滅したと聞き、いてもたってもいられなくなってシオンの元へ赴きもした。
シュス・シラーズ
声 - 間島淳司
クラウの側近。
金髪青年。少年時代にクラウによって見出され、革命以前から彼に付き従ってきた古参の腹心。クラウに心酔しており、彼に対して絶対的な忠誠を誓っている。冷静かつ真面目な性格で、主に戦況の分析や情報収集を任務としている。若輩ながら切れ者で、旧敵同士だったローランド兵と元エスタブール兵間の軋轢を解消するため、バユーズの挑発を利用してエスタブールを侮辱し、クラウにワザと自分を殴らせるといった演技を成功させ、元エスタブール兵たちの敵意を和らげる一助と成した。が、戦闘力自体は並で、ネルファ侵攻の際、フェリスに気絶させられた（当人はクラウの足手まといになることを嫌い、自決しようとしたために気絶させられた）上に人質され、クラウに助けられるといった醜態をさらした。
シルワーウェスト・シルウェルト
通称シル。槍の一族とも呼ばれている、武芸の腕を認められ貴族になった旧家の末っ子。剣の一族のエリス家には対抗心を持つ。シオンから、ライナが勇者の遺物探しの旅に出ていた間の伝令役を受けていた。

#### エリス家
ルシル・エリス
声 - 杉田智和
本作のキーパーソン。フェリスの兄であり、ルシル家の現当主。身長172cm。
父親に強姦されかかったフェリスを助けるため、両親を殺してエリス家の当主になった。本来は「レルクス・エリス」という名前だったが、リューラによって「神喰い（ルシル）」の呪法を頭に入れられ、「ルシル・エリス」となった。後に封印されていた「悪魔（エリス）」を喰らい、「すべての式を編む者」となった。
化物じみた強さを持ち、忘却欠片による攻撃さえ無効化してしまう。何かの理由によりローランドからは出ることができないのではないかと、ライナ、フロワードには考えられており、事実シオンがネルファに出向いた際はシオンに付いて行かなかった（ただし、ローランド帝国が制圧し、ローランド帝国の領土となった場所には行ける）。しかしこの予想はスフェルイェット民国の東にある神の眼保持者の集落に現れたことで覆された。（もっとも「悪魔」の力が弱まったためである可能性もある。）
常にシオンの側で彼を「女神」や刺客から守っているが、普段は幽霊のように姿が見えないため（本人曰くほとんど実体がなく、どこにも存在できない代わりにどこにでも存在できる）、定かではない。フェリスにただならぬ愛情（イリスには特に感情を持っていない）を抱いておりシオンを利用し（あるいは同意の上の利害関係で）何かを成そうとしている。
その実態の多くは謎に包まれている。たまに冗談を口にするが、シオン曰く「心臓に悪い」らしい。
「寂しがりの悪魔」の片割れである「悪魔」やωを喰らい千の魔と契約し、「女神」の分身すら喰らう絶大な力を持つが決して無敵というわけではなく、「円命の女神」には全く歯が立たなかった。
中央大陸に遠征を始めたシオンに同行し、彼を狙って襲い来る「女神」の分身たちと戦っていたが、レムルス帝国の王、レムルス・レムルド・アークエドの呪いを受けてしまい、解呪に専念している。
イリス・エリス
声 - 村田知沙
フェリスの妹であり、エリス家の末っ子。身長130cm。
長い金髪をツインテールに纏めた美少女。いつもフリルのたくさんついたドレスを着ている。明るく無邪気な天然ボケの性格で、姉のフェリスを慕っており、彼女と同様、団子が大好物。才能が無いと判断した両親によって訓練を受けさせてもらえなかったため、兄姉に比べて感情が豊か。
エリス家の一族だけあって、可憐な見かけとは裏腹にその身体能力は非常に高く、たびたびフェリスと一緒にライナを苛めていた。また、フェリスに「ライナは夜になると女を襲う野獣に変身する」と聞かされて以降、ライナのことを「野獣君」と呼んでいる。
ライナとフェリスがローランドを脱出する際、二人を追跡していたフロワードに人質にされ、フェリスともども殺されるが、ルシルによって生を移され、生き返る。その後、アルアとククと共にローランドを脱出し、ライナらと行動を共にする。

#### 貴族
スゥルド・ステアリード
声 - 飛田展男
ローランド貴族のトップ。爵位は公爵。
前王の側近であったにもかかわらず、前王の失脚後も貴族のトップに座り続けており、反国王（シオン）派の筆頭だが、他の反国王派貴族がシオンに対して露骨な態度をとる中で一人だけ慇懃な態度に終始していたが、ネルファの貴族と手を結んでルシルの手の届かない他国でシオン暗殺を試みるなど、影で思惑を進めようとしていた。エスタブール反乱の際、鎮圧作戦の指揮を外されたフロワードの不満を敏感に見抜き、懐柔を試みるが逆に脅される。フロワードのあまりの恐ろしさに、以降は一転して親国王派（というより、ほとんどフロワードの下僕）に寝返った。フロワードが反国王派貴族の大粛清を行った際も彼に組したが、直後にリルの手によって殺害された。アニメ版登場話数は第5話・8話・10話・12話。
カーラル・フロワード
声 - 秋元羊介
フロワード家の当主。ミラン・フロワードの養父。
小太りの背の低い老人。元々はカーラルの兄が党首であったものの、彼を含めたフロワード家の親族全員が不慮の事故で他界したため、幸運にも当主になれた経緯を持つ。ステアリードと同じく反国王派に組していた。同性愛者で、5歳の頃からミランに性的虐待を加えていたが、カーラル自身はミランのことを愛おしく思っていた。
ステアリードを利用したミランに唆され、自身の屋敷で反国王派貴族を集めた決起集会を開いた矢先、彼らもろともミランによって始末される。その間際、自身がフロワード家当主になるきっかけであった親族一同の不審死は、すべて当時5歳であったミランの仕業であり、愚鈍で無能な自身を当主とし、さらにそんな彼の養子となったことも、ローランド内で地位と権力を得るためであったと聞かされる。
彼の死によって実質的にフロワード一族はミランによって根絶やしにされた。

#### その他
ファル・ペニー
声 - 阿久津加菜
ローランド帝国王立特殊学院の生徒。
眼鏡をかけた小柄な少女。見た目はあまり運動神経が良さそうには見えないが、実は隠密行動の成績優秀者であり、それを見越したシオンが自身の班に引き入れた。他人の恋愛話が大好物。
エスタブールとの戦争の最中、キファの裏切りが原因でエスタブール魔法騎士団によって殺された。
ビオ・メンテ
かつて「ローランド最高の暗殺者」と称された暗部に飼われた女性。ライナ暗殺の任を受けて家政婦として派遣されるが実際はライナによって処分される計画だった。罰を受けるのにもかかわらず自分を国外に逃がそうとするライナを好きになりライナと共に国外に逃亡しようとするが、軍上層部はそのことを読んでおりビオ自身を殺すことによってライナを暴走させる実験をしようとしていた。ライナが自分を守り、人を殺すことで傷付くのを望まなかった彼女は自ら命を絶つ。最期はライナの傍で眠りについた。第一回伝勇伝キャラ投票1位となった。そして死後夢の中で彼女は昼寝王国で暖かな日に寝ているライナとゆっくり穏やかに過ごしていた。

### ガスターク
レファル・エディア
声 - 中井和哉
ガスターク国王。忘却欠片「グロウヴィル」の現所有者。初登場時23歳。
飄々としており掴み所のない性格をしている。「グロウヴィル」の代償として嗅覚と左目、右足を失っている。忘却欠片や魔眼に関する情報を数多く手にし、大陸を覆う闇の正体を知る数少ない人物である。
ストオルとの戦争の最中に出会ったキファに一目惚れし、ストレートに求愛し、彼女の素性がばれて幽閉された後も庇い続けていたが、リーズやスイ曰く「本気で惚れた女にはいつも振られる」らしく、結局振られたあげくガスタークから去られてしまった（本人も半ば予想していた）。ゲイルフィックラントとの戦争の最中、グロウヴィルの射程内から彼女を助け出そうとしたが、拒否される。
基本的には戦争や殺戮を毛嫌いしているが、私情よりも王として「女神」や「狂った黒い勇者」を倒すという義務を優先しており、そのため、オルラ兄弟に命じて大陸中の魔眼保持者たちを無差別に殺戮している。キファに「シオンからライナを助けてガスタークに連れて来てほしい」と頼んだのも、実際は彼女を利用してライナを自らの元に連れてこさせ、自分の手でライナを殺すのが目的であったため、彼女にも監視を付けていた。ゲイルフィックラントとの戦争の際にはキファもろともゲイルフィックラント軍を吹き飛ばそうとするなど、数々の冷酷非道とも言える行為に手を染めているが、本人はその度に深く苦悩している。
ゲイルフィックラントとの戦いでグロウヴィルを使用した際に、新たに触覚を失った。さらにライナによってグロウヴィルの力を相殺されたことによってガスターク軍が戦意を喪失。当人も危険と判断してゲイルフィックラントから一旦撤退した。
リーグルワーズ・ペンテスト
声 - 羽多野渉
レファルの右腕であり、ガスタークの名門ペンテスト家の長男。「“リーズ”」という愛称で呼ばれている。
少年時代はレファル、リルと共にストオル帝国での捕虜として暮らしていた。両親は少年時代にストオル帝国に殺され、唯一の肉親であった祖母も、グロウヴィルの復活のため生贄となったらしい。
ガスターク随一の秀才を自称するだけあって、頭脳や用兵技術は相当なもので、ライナの名を聞いた際のキファの挙動から即座に彼女がライナ・リュートの関係者だと見破ったり、六つの魔法体系を有する混成部隊を（洗脳系の遺物を用いたとはいえ）まるで一つの生き物のように纏め上げ、ピアを感嘆させたりした。また、ガスターク系の魔法も使いこなせるようだが、いまのところそれらを振るう場面はほとんどないため、実力は不明。
レファルとは幼馴染で、彼の参謀に当たる。よく子供じみた理由で人目もはばからず喧嘩をしているが、本心では彼に心酔しており、ピアに襲われた際は自分を犠牲にしてまで彼を逃がそうとした。一方、レファルとは違って女性を見下している節があり、キファに対し、度々彼女の人格や心情を踏みにじるような言動をとって、レファルに殴られたこともある。
現在はレファルと共に中央大陸に進出したガスターク軍の指揮を取っている。
リル・オルラ
声 - 勝杏里
スイとクゥの兄。ローランド帝国の担当で有力貴族とのつながりもあった。來獣の指輪という忘却欠片を使用。ライナと接触するが彼を逃がす（理由は現時点では不明）忘却欠片や魔眼等に詳しい。ゲイルフィックラントとの戦いの最中、再びライナたちの前に現れ、彼の複写眼を奪うことに成功するが、それが切っ掛けでライナは「すべての式を解くもの」として覚醒した。
スイ・オルラ
声 - 寺島拓篤
クゥの兄。彼女と共に行動している。身長172cm（182cm説も）普段は作家志望の人当たりの良いにこやかな青年だが、レファルの考えに強く賛同しており、彼の考えを否定する者には容赦しない。かつてはエレミーオの櫛を使用していた。複写眼を暴走させたライナによって左手を失う。
フロワードにより左手を再び失い、瀕死の重傷を負ってしまう。その後クゥの手によりガスタークに運ばれ、治療を受けて回復した。
ゲイルフィックラントとの戦いでレファルにキファの救出を頼まれ、クゥと共に再びライナたちと戦うが、キファはライナの側にいることを望み、レファルの申し出を拒否。戦闘に敗北し、捕らえられてしまうが、リルによって救出された。
クゥ・オルラ
声 - 伊瀬茉莉也
一見楚々とした美少女だが、かなりの饒舌かつ毒舌。身長140cm。兄スイの「面倒を見て」おり、そんな兄妹の様子にはライナ達も騙されかけた。アイルクローノの鎌という忘却欠片を使用。これを使用しているときは別人のように黙り込み、表情も消える。

### スフェルイェット民国
キファ・ノールズ
声 - 大浦冬華
赤髪、赤瞳の美女。エスタブール帝国出身であり姉のナイア（声 - 寿美菜子）と妹のレミル（声 - 高森奈津美）と共にローランドへ送りこまれたが、姉を殺され妹を人質に取られ、エスタブールを罠に嵌めるための二重の間者として利用されていた。学院時代からライナの優しさに気付いており、弁当を作るなどして想いを寄せていた。
王立特殊学院でライナ、シオンと出会い、一時は平穏な日々を過ごすもののローランドとエスタブールの戦争が始まり、戦場において離反しシオンの部隊全滅の原因を作ってしまう。戦後ローランドによって投獄されるが、ライナがした国との取引により解放されシオンにライナを頼み出国した。
その後、ライナを救うためライナの複写眼の謎を追って向かったストオルでガスタークの王レファルに出会う。そこでレファルの持つグロウヴィルに共通点を見出しガスタークへ渡る。しばらくは魔眼について調べつつレファルに振り回されながら過ごしていたが、スイとクゥが帰還した際にライナの関係者だったことがばれ、間者の嫌疑をかけられて捕らえられてしまう。しかしレファルにライナをローランドからガスタークに連れて来てほしいと解放され、今正にローランドを出国しようとしていたライナと三年ぶりの再会を果たし、以後、彼らと行動する。
学園時代から優等生で、ローランド系とエスタブール系の魔法をいくつか扱えるものの、ライナやフェリスたちが強すぎるだけに戦闘能力では劣る。その代わり数年間大陸を旅していた経験から各国の事情にも詳しく、元スパイだけあって諜報や潜入活動に長けており、スフェルイエットに入った際は、監視役のハーミットの目を掻い潜って同国の情報を収集していた。そうした知能・諜報面の能力はトアレ・ヴォイス・ピアなど接触した人物から高く評価されている。
ライナへの好意を寄せており、別れの際に彼に口付けしたり、他人のいる前で「ライナのことが好き」「自分が愛しているのはレファルではなくライナ」「ライナと共に死ぬのが夢」などと発言したりする一方で、彼の相棒であるフェリスには嫉妬心と対抗心を抱いているが、邪険にすることはなく、さん付けで呼ぶなど、基本的に親しげに接している。その一途さと健気さから、第二回人気投票ではフェリスやミルクを上回る4位となった。
誰からも好意を寄せられる快活な性格で、特にレファルには出会って以来熱烈に好意を寄せられるが、レファルの人間性に好意は抱いても恋愛感情には至らず今もライナだけを一途に想い続けている。トアレの好意には気付いていない。
ガスタークとゲイルフィックラントの戦争の最中、彼女がグロウヴィルの射程圏内にいると知ったレファルがオルラ兄妹を救出のために向かわせるも、本人は最期までライナの側にいることを望み、レファルの誘いを拒否。同時に彼との約束も反故にした。その後、リルによって複写眼を奪われたライナが死に瀕しても頑として離れず、ガスタークとは完全に決別した。
三年間も離れ離れだったライナの元へ戻り、彼のために働くことに心躍らせていた矢先、彼がレムルスに拉致されたことを知り、ライナ救出のため、フェリスとともにシオンを頼ろうと彼のもとへ向かうが、途中ピアに襲撃され、彼女に従う。
アルア
声 - 矢島晶子
ルーナ帝国レジット村出身で複写眼（アルファ・スティグマ）保持者の少年。
領主の命でルーナ兵に殺されそうになった幼馴染の少女ククを見て複写眼を初めて発動、魔法を使用してククを救う。しかしそれにより複写眼の保持者であることが判明しルーナ兵に捕らえられ山奥で研究と称され拷問を受ける。その最中目の前で父親（声 - 千葉一伸）を殺されてしまい（母親はすでに殺されていた）あわや暴走しそうになったところをライナに阻止され救われた。
その後スイとクゥに人質に取られたククを助け出すためライナに魔法の講義を、フェリスに体術の訓練を施される。その当時の実力はルーナ帝国軍の魔導兵2人を相手に渡り合えるほど。訓練に対して意欲的であり、フェリスに体術を、同じ複写眼の保持者であるライナに魔法を訓練されたため成長が凄まじく、そのまま一年も訓練し続けていれば同じ頃の自分を上回っていただろうとライナに感じさせた。
クク救出の後はライナの勧めでククと共にローランドに移住し、現在はフェリスの実家であるエリス家にやっかいになりつつククを守るため自主的に修行を続けている。ライナ、フェリスそれぞれを先生と呼び、特にライナのことを慕っている。ただしその割にはフェリスのライナいじめに乗っかるなど、ライナいわく「世渡りが上手い」。
ライナとフェリスがローランドを脱出した後、イリスに連れられ、二人にやや遅れてククと共にローランドから逃亡。以後、ライナと行動を共にする。
なお、前述の通りルーナ帝国出身であるが、「大伝説の勇者の伝説」では何故かネルファ出身となっている。また、アニメ版では、ライナが名乗っていないにも拘らず、何故か名前を知っていた。
クク
声 - 早見沙織
ルーナ帝国レジット村出身の少女でアルアの幼馴染。
領主が重税を課した中、村の中で最初に家が税を払えなくなり目の前で父親を殺され、さらに自分も殺されそうになった所をアルアに助けられる。スイとクゥに人質として誘拐されるも無事救出され、その後ライナの勧めでアルアと共にローランドに移住した。複写眼についての知識がなかったため先入観を持たず、また純粋な好意もあり母親を含めた村人がアルアを迫害し、ルーナ兵に連れ去られた後もアルアを思い続けローランドに移住後も仲良くやっている。
アニメ版では、両親をともに領主の兵に殺害されている。
「大伝説の勇者の伝説」ではアルアと共にローランドを脱出。その際、キファに「アルアの婚約者」と名乗り、彼を赤面させた。
トアレ・ネルフィ
声 - 鈴木裕斗
ネルファ皇国王グリード・ネルフィの孫。暗愚で有名なスターネル・ネルフィの妾腹の子で、同じ境遇の異母兄妹たちと共に王都の一角で静かに暮らしていた。優しく面倒見の良い好青年で、異母兄妹たちはもとよりネルファ国民からも大変慕われており、貴族の圧制や専横などを王に奏上して解決するなど、国民と国を繋ぐ窓口のような役割を担っていた。
街で不良に絡まれた際、勇者の遺物探しでたまたま通りかかったライナとフェリスに助けられ、恩返しのために二人を家に招いたことで友人となる。後にシオンとも会っているが、この時は素性を隠していたためローランド帝国王とは気づかなかった。
ローランド軍がネルファに侵攻した際、狂乱したスターネルがグリードを殺し、略奪と逃亡の時間を稼ぐために捨て駒にされたネルファ軍を救うために彼らの元に向かうが、かねてからの人気振りが災いし、彼を慕う国民たちや果ては盗賊までが付いてきてしまい、途方に暮れていたところ、彼を助けるためにやってきたライナと一年ぶりに再会した。ライナの提案に従って行動を開始するも、直後にローランド軍の襲撃を受けてネルファ軍の兵士や一般人の多くが虐殺され、自身も「魔獣消し」からキファを庇い、右肩、右腕、右足を含めた右半身の三分の一程を吹き飛ばされ、瀕死の重傷を負う。最後の力を振り絞ってライナに事後を託し、息を引き取ったかに見えたが、実際は「死の転移」によって命を取り留めており、フェリスやキファを驚かせた。失った右手足には魔法処理を施された義手、義足をはめている。
現在は反ローランド連合の幹部としてライナに付き従っている。
ライナの使者としてやってきたキファに好意を抱いていたが、彼女のライナへの想いを知って身を引いた。

#### 蒼の公主
ピア・ヴァーリエ
先天性魔道異常によって水色の髪を持つ美少女。先天性魔道異常者は強大な魔力を持つが加減が効かず、その魔力の大きさから他者との協調性を欠くものが一般的である。ライナ、ペリアと共にジェルメに地獄の特訓を施される。当初は二人より数段実力が優れていた。資質によって自信過剰な面があり、才能のない者を見下す発言をしていたが、徐々に改善された模様。最終的にライナに殺されたことにしてペリアと共に出国した。後に、ゾーラに忌破りとして追われていた。現在は傭兵団「蒼の公主（ひめ）」の首領（女王）。一時ゲイルフィックラント帝国に雇われていたが、ライナと再会した後に一方的に離反。ガスタークとゲイルフィックラントの戦争には介入しなかったものの、ローランド、ひいては「勇者」を倒すために反ローランド連合と手を組む。
ペリア・ペルーラ
金髪の青年。全結界の実験の犠牲者。ライナとピアの兄弟弟子で争いを好まない性格であり2人のブレーキ役になっていた。ピアと共に出国しており今は女王となったピアの傍に仕えている。ピアに惚れている。ゾーラがローランドに派遣されている際はピアの命令でガスタークヘ密偵に行っていた。ピアに気軽に接するためにゾーラからは一方的にライバル視されている。
ピアの命令で、ゾーラと共にレルムスに拉致されたライナの救出に向かう。
ゾーラ・ロム
茶色い髪、自信家で負けん気の強いにぎやかな青年。かつて陰成師だったころ忌破り追撃の任を受けその対象となったピアに完敗、そして一目惚れする。その際、ピアに好きになって欲しかったら強くなれと言われたことで、より強くなろうと軍のいいなりにはならずより強い相手と戦うことで訓練を積んでいく。さらに受ける暗殺依頼には「自分より弱い者は殺さない」「思想のない殺しはやらない」など自分なりのルールを設けるようになり軍部からは邪魔者扱いされるようになる。
ピアと出会いローランドに帰還した後、「ローランド最高の魔術師」と呼ばれるようになっていたライナとも出会っており、その当時の格闘における実力はライナとほぼ互角であった。当時、ライナとは会えば喧嘩をしばかりしていたが、同じ軍の厄介者として根底では気が合っていた。
現在はピアを頂点とする傭兵団「蒼の公主」に所属しており、任務でシオンを暗殺しようとした際の戦闘ではオリジナルの魔法でルシルに本気を出させた。最終的に敗北するが、忘却欠片を使用したとはいえルシルから逃げ延びており以前に増して実力を付けている。ルシルとの戦闘の前にライナと再会しているがライナにはルシルに殺されたと思われている。その後ヴォイスを暗殺に現れ、ライナと再会する。
出会った当時から現在に至りペリアを一方的にライバル視、目の敵にしている。ペリアと共にライナ救出のためにレルムスに向かうが、道中もピアを巡ってペリアと口論したり、ナイフを投げつけたりと相変わらず。

#### 反ローランド連合
ヴォイス・フューレル
反ローランド連合軍の総統括元首である少年。変態。元々はライナとフェリスが遺物探索の旅の途中に立ち寄ったイエット共和国最大規模詐欺組織「フューレル一族（グループ）」の総帥だったが、イエット消滅の際に国を脱出し行方不明になっていた。その後ネルファで窮地に陥っていたライナの前に現れ、自らが纏め上げた反ローランド連合の王にライナを祭り上げる。反ローランド連合の裏には「女神」が存在しており、その存在を知る者からは女神に人類を売った裏切り者と思われているが、実際は女神すら騙そうとしている。
ライナを利用してゲイルフィックラントに取り入り、ガスタークとの戦争に参加。グロウヴィル、α、ライナによってゲイルフィックラント王であるグラフド・エブルルドやその軍勢の大半が消滅した後、混乱状態に陥ったゲイルフィックラントに攻め込み、同国の中央部を占拠。スフェルイエット民国を立ち上げ、ライナの悪名を利用して諸国に「忘却欠片」禁止条約を触れ回り、休む間もなくピアの元を訪れ「蒼の公主」を味方に引き入れるなど順調に自身の企みを進めていたが、その要であるライナがレルムスに拉致された上、手を打つ間もなくそのことをフロワードに知られてしまうなど、予想外のトラブルに見舞われたため、自身はフロワードの足止めに専念しつつピアにライナ救出を依頼する。
レイルカ・レデーナ
ヴォイスの側近を務める有能な少女。茶色の髪に黒い瞳の美少女。ヴォイスに個人的な好意と同時に絶対的な忠誠心を抱いている。ゲイルフィックラントとガスタークの戦争の最中、リルの雷の獣からヴォイスを庇って瀕死の重傷を負った際、足手まといになるからとヴォイスに捨てられかけたが、当人は特に気にしていない様子。
戦後はライナ（ヴォイス）の使者としてガスタークを訪れ、レファルと面会した。
ハーミット・ヴォルフ
レイルカと同じくヴォイスの側近で、長い黒髪に紺色の女性兵士。

### その他
ティーア・ルミブル
声 - 櫻井孝宏
魔眼「殲滅眼（イーノ・ドゥーエ）」の保持者。黒髪と黒い瞳を持ち、黒い服を纏う。大陸中央に本拠地を置く魔眼保持者たちの組織の表向きのリーダー（真の盟主は未来眼〈トーチ・カース〉保持者のエーネ）。
魔法、もしくは人間の肉体を直接喰らい保持者の力とする殲滅眼の能力により、異常なまでの身体能力と再生能力を発揮する。
自身の殲滅眼を含めた魔眼を「神の眼」と呼ぶと同時に、それ以外の人間は家畜と蔑んでおり、ライナと違って人間を虐殺、捕食することに何ら痛痒を感じない。クラウとは因縁があり、過去に邂逅した際、彼の右腕の一部を喰いちぎったことがある。そのため、クラウからは並々ならぬ憎しみを抱かれている。
人間を食料と見なす一方で同じ魔眼保持者には優しく、各地で迫害を受けている魔眼保持者たちを保護して回っており、子供たちのおままごとに付き合ったり、料理を作ってあげたりと家族のように接する。だが彼自身もオルラ兄弟によって多くの仲間を殺されており、リル・オルラと対した時には「どっちが化け物だ」と発言するなど、ガスタークを強く恨んでいる。
夢置眼（エブラ・クリプト）保持者のラフラ（声 - KENN）からの情報でライナの存在と、エスタブールへ向かったとの情報を得て保護するために向かう。立ち寄った先にて村民を「捕食（虐殺）」し、その報を受け討伐に参じたクラウと再び相見えて戦闘を繰り広げる。その末は、復讐に燃えるクラウを圧倒的な力で捻じ伏せて右腕を完全に喰いちぎり、多くの兵をも殺戮して返り討ちにした。
ローランドを出奔していたライナと出会ったティーアは、魔眼保持者の組織へと勧誘し、隠れ家にまで案内する。しかし現れたリル・オルラによりラフラや複写眼保持者のプエカ（声 - 日高里菜）を初めとして多くの子供たちを殺され、自身も重傷を負った。ライナによって救われ生き残った子供たちを連れて逃亡するが、結果ライナとは袂を分かつこととなる。
その後、エーネの命によりライナを救うために殲滅眼、怨嗟眼（ウィルノ・ヘイム）保持者らを連れ、ライナの父・リューラを襲うが失敗。その際、ライナから一緒に来るよう諭されるが拒絶している。
リューラ・リュートルー
声 - 小山力也
ライナの父。かつて「魔術を統べる」と呼ばれた大貴族・リュートルー家の元当主。
ローランドのほぼすべての魔法の基礎を作った天才にして、魔導学者を束ねていた男。ローランドの貴族や魔導学者たちからは「狂った貴族」とも呼ばれていた。
その身体は、肉体はおろか魂に至るまで全てが魔法化されており、ルシル同様、実体がなく物理攻撃が通じない上、外見年齢を自在に変えたり（アニメ版では一貫して青年時の姿）、分身したりできる。魔法陣や呪文を介さずに魔法を扱うなど戦闘能力も極めて高く、フェリスを子供扱いするほど。しかし、肉体を魔法化しているゆえに魔力を喰らう「殲滅眼保持者」は天敵だが、それでも一人や二人では敵わない。
若い頃は魔法以外に興味を持たなかったが、19歳の時に偶然出合った村娘、イルナ・ラースウェルに一目惚れ（初恋）し、アプローチを繰り返した結果、互いの両親の猛反対を押し切って結婚した。
複写眼保持者として生まれた息子、フェルナを救うため、魔術の研究に没頭した結果、「司祭」「女神」「勇者」「悪魔」といった世界の外側に触れてしまう。そして「寂しがりの悪魔（ライナ・エリス・リード）」を二つに割り、その片割れの「寂しがり」をフェルナに入れて「ライナ」にし、さらにレルクス・エリスの頭に「神喰い」の呪法を入れて「ルシル」にした。さらに、女神の呪いである「α」からライナを守るため、イルナを魔法化し、「アートファールの呪い」としてライナに打ち込んだ。
ゲイルフィックラントとガスタークの戦争の後、意識を取り戻したライナと再会。自身の秘密やイルナの死の真相を教え、フェリスに、彼女の剣に兄と同じ「神喰い」の力を与えたこと、その力でライナを守って欲しいと伝えた。直後、ティーアの襲撃を受けるも脱出。彼らの首領である未来眼保持者エーネの元を訪れ、自分が「司祭」「女神」「勇者」いずれでもない化け物に操られていたことを聞かされる。
イルナ・リュートルー
声 - 儀武ゆう子
ライナの母。結婚する前はごく普通の村娘だった。旧姓はラースウェル。
我が子が複写眼保持者と分かった時は、自分の血のせいで息子が呪われたと思いつめ、フェルナと心中しようとした。息子を守るために「女神」との契約を破り、「アートファールの呪詛」となってライナの中で「α」を抑え込んでいたが、ライナが「全ての式を解く者」として覚醒し、その力を使った際に自ら望んでその生贄となって死亡する。
レムルス・レムルド・アークエド
レムルス帝国の王。ヴェイオール聖国を乗っ取り、レムルス帝国とした英雄。空の隙間から生れ落ち、たった3年で20歳くらいの見た目まで育ったという。神の子と呼ばれているが、実際は「女神」たちから「這い神」と呼ばれていた古の神。強力な呪術を操るが、その力は「女神」に比べると遥かに弱いため、「女神」たちはレムルスをこぞって馬鹿にしている。その姿は人に良く似ているが、頭のような場所に七つの瞳があり、体には腕が八本生えている。なお、アスルード・ローランドとは面識があるらしい。
南大陸をほぼ制したローランドに同盟を持ちかけておきながらすぐさま破り、領土の一部を奪った。さらに、カルネに化けた手下を使ってシオンを暗殺しようとしたが失敗。裏の世界にてシオンとルシルに相対した際、ルシルに呪術をかけた。
エーネによれば、「女神」「司祭」「勇者」を殺すために「悪魔」を手に入れようと画策。リューラの息子を複写眼保持者にし、さらにリューラに呪いをかけた上で操り、息子を「すべての式を解く者」に変えさせた。
なお、リューラにかけられた呪いは、リューラ本人ではなくライナを呪うためのものであり、彼の眼を一瞬曇らせるためのもの。それを利用して自身の姿をシオンにみせてまんまとライナを騙し、拉致することに成功した。
サラウェル・セイル
声 - 三戸耕三
ノアの教育係。エスタブール王立学院を首席で卒業した秀才。
ノアからは全幅の信頼を寄せられていたが、その正体は自身の出世のためなら手段を選ばない奸臣で、当初からノアを娶ってエスタブールを乗っ取ろうと企んでいた。エスタブールがローランドの属国になると、今度はフロワードと通じてローランド内での地位と引き換えに自国を売り払うも、最期は用済みと見なされたフロワードによって殺された。

## 組織
国家並びに傭兵団など物語に深く関わる組織について記述する。

### ローランド帝国
本作の主要舞台。当初は南大陸に位置する小国だった。盟主はシオン・アスタール。
歴代の王による悪政、貴族たちの横暴・腐敗にまみれつつも改革・革命は必ず失敗し、その体制で数百年も軍事強国であり続けたという異常な国であった。「英雄王」シオン・アスタールの即位後急速に体制を刷新した。以前の腐敗した政治体制に関わっていた貴族たちは粛清され、その富をインフラの整備などをもって民衆に還元し、国力の大幅な底上げに成功した。一方で先代から引き継いだ人体実験や魔法による強化兵の大量生産を陰ながら進め、大幅な軍事力の強化を達成した。人間αを増やし「堕ちた黒い勇者」としての働きを全うするため、他国への侵略を開始する。圧倒的な軍事力のために、瞬く間に国土は南大陸全土を覆い、さらに中央大陸南西部をも支配下に置く超大国となる。
作品の核心に関わる国で「伝説の勇者」アスルード・ローランドの末裔が代々王位を世襲。この国には特殊な魔法がかかっており、王の名は「シオン」に書き換えられる。彼に忠誠を誓う「ニンゲン」は「ニンゲンα」に構成を書き換えられ、王の力の源となる。「寂しがりの悪魔」のすんでいたところでもあるので主人公ライナたちの出身国という意味でも、「勇者」と「悪魔」の悲しい物語についても始まりの場所である。
エスタブール王国
メノリス大陸最南端に位置する。ローランドとは長く戦争を続けてきた国で七年間の休戦を挟み、ローランドに侵攻するも、主力部隊である魔法騎士団五十名を後にローランド国王となるシオン・アスタール一人に壊滅させられ降伏を決定。ローランドの属国となる。それからおよそ二年後、元エスタブールの貴族達によって国王の一人娘ノア・エンを盟主に担ぎ、独立紛争をおこすがローランド軍少将クラウ・クロム、大佐ミラン・フロワードらの活躍により鎮圧。ノアは暴走した貴族を止め、降伏を促した英雄として敗戦後、ローランドの大貴族となりシオンのエスタブール掌握に大きな力を貸すことになる。エスタブール人のローランド軍への取り込みなどによって両国の確執は大分おさまった様子。
ネルファ皇国
南大陸中西部に位置。数十年前の天災により国土は荒廃したがグリード・ネルフィ王の時代に復興を成し遂げ、政局はかなり安定していたようだが、ローランドとの交流は薄かった様子。シオンは即位後表敬訪問をして友好関係を築くが、ローランドの中央大陸進出の際真っ先に侵攻の矛先を向けられた。グリードは国力差をすぐに理解し降伏を決定するが、その子スターネルは保身のためにグリードを殺害、彼自身は自国を略奪しつつ逃亡。ネルファは降伏不能となりローランドに蹂躙され、服従。
ルーナ帝国
南大陸中東部に位置。ルイード、ナスト両帝国が合併してできた帝国。ローランドとは古くから同盟国だが、ガスタークの圧力に屈し、シオン暗殺を計画するなど近年の交流はあまりうまくいっておらず、ローランドのネルファ侵攻直後に侵略を受ける。たちまち屈服し属国となるが、シオンは中央大陸進出の拠点をルーナに移動。
レムルス帝国
もとはヴェイオール聖国というヴェイオール教を国教とする中央大陸南西部に位置する中央大陸三大国のひとつだったがどこからともなく現れた「這い神」レムルス・レムルド・アークエドに半ば乗っ取られる形で建国。教会が大きな権力を握っており、国中の人々はそこで洗脳の魔法を掛けられていたが、対ローランドの戦争中にレムルスが行使した魔術の対価として全員が消滅し、無人の国となる。
ローランド帝国と平和条約を結ぶも直後に破棄し、2国は戦争状態に陥るが、ローランド軍元帥クラウ・クロムらの奇襲作戦にあい敢えなく降伏。ローランド支配下に入る。南大陸から移民を集め、復興中。

### ガスターク帝国
名も知られぬ北大陸最北端のムラのような組織だったが大国ストオル皇国の侵略に遭い、一度は占領下に置かれるも、「勇者王」レファル・エディアらの独立戦争ひいては世界を救うための戦争によって北大陸を統一する大国となる。この地では桃色がかった茶色の髪を持つ人間が生まれやすい。しかし作中登場するガスターク出身の人物のイラストはどう見ても皆鮮やかなピンクの髪で、茶色とはほど遠い。
国王はたびたび南大陸までオルラ兄弟を送り込み、ローランド並びにその周辺諸国の内政に干渉。魔眼狩りも行い、ティーアやライナ達、神の目保持者とは激しく敵対。諸国から「忘却欠片」をかき集めておりその保有数はかなりのものと推測される。中央大陸進出のゲイルフィックラント戦で最大の武器グロウヴィルの攻撃を無効化され、敗走。ローランド帝国がレムルス帝国を取り込むタイミングに合わせてエルトリア共和国と同盟を組む。
盟主はレファル・エディア。
エルトリア共和国
中央大陸北西部に位置。中央大陸三大国の一つでメノリス大陸の情勢を把握するのにこの国への認識をはずすことはできないが、作中での登場は皆無といっても過言ではない。西の永久砂漠と領土を接している。

### スフェルイェット民国
ガスタークとゲイルフィックラントの戦争時の混乱に乗じ、ヴォイス・フューレルがゲイルフィックラント中部の商業都市スフェルランスを屈服させてその地に築いた国。ゲイルフィックラント帝国南部を制圧し、領土に組み込む。先の戦争に際し二国の兵百万を殺した「悪魔王」の君臨する国として知られている。三人の王が君臨し軍事力はそれぞれの王に対応して、三つに縦割りとなっている。ライナの率いる兵は主に旧ネルファの亡命兵、ピアの兵は蒼の公主、ヴォイスの兵は反ローランド連合から成り立っている。
盟主は「悪魔王」ライナ・リュート／「女王」ピア・ヴァーリエ／「元首」ヴォイス・フューレル。
蒼の公主
多数の国の出身者からなる傭兵団。ピア・ヴァーリエ率いる上層部は勇者と悪魔の伝説が繰り返されることを避けようと動いているが、その目的ははっきりと述べられていない。スフェルイェットと軍事同盟を秘密裏に結びその軍の出先機関の働きをしている様子。
反ローランド連合
ローランドのネルファ侵攻以前にその北上を食い止めるという名目でヴォイスが組織した軍事同盟。南大陸北部の国家が中心にできているが、連合国は政治機能や軍事力を差し出してはいない。兵団を抱えておりヴォイスの勅令によって動く。

## 魔法
本作において「術者がその下位の物体を、魔術行使のため用意したフィールド上に整列させて起こす現象」のこと。魔術とも呼ばれる。
下位の物体とは、「司祭」にとっての「神」、「神」にとっての「人間（ニンゲン）」、「人間」にとっての「精霊」であるが、この「下位」とは、生成の順位を示すに留まり、力関係を表すわけではない。以降、特に人間の行使する魔法について記述する。
世界を埋め尽くしている「気の流れ」、もしくは精霊とされるもの（レムルス曰く「今よりひとつ前の世界で『勇者』に喰われた『ニンゲン』の成れの果て）を法則に従って並べ替え、命令を出すことによって様々な現象を生み出すものである。
魔術師には「金色でフワフワした存在」という風に見える。通常これを視認するためには、脳の眠っている部分を起こす瞑想などの修行が1年ほど必要。しかし、複写眼の保持者はその目の特性ゆえに修行なしで視認することができる。
魔法を発動するには気の流れ、もしくは精霊とされているこの金色の粒子に、指先で干渉し法則に従い並べ替え、最後に呪文を唱えることにより、より強く起こそうとする現象を思念（イメージ）する。本作品における魔力とはこの思念（イメージ）の力のことであり、この力が強いほど起きる現象が強く大きくなる。この金の粒子の並べ方は無限にあり、最初の並べ方の法則を変えるだけで全ての模様・記号・命令の意味が変わってくる。そのため各国の魔導学者達はその研究に命をかけている。
各国ごとに起動方法・構成・術式などの形式は異なり、ゆえに軍事機密に指定されている。他国へ漏れると軍事バランスが崩壊して戦争に直結するため、魔法を使える者が他国へ出奔することは禁忌とされ、そのような者は「忌破り（いみやぶり）」と呼ばれ、そのほとんどが「忌破り追撃部隊」によって拘束・抹殺される。新しく魔法を理解し使いこなすに至るまでには、魔術師としての熟練度にもよるが、数か月から数年かかることもあり、通常は自国の魔法以外を使うことはできない。例外として、他国に潜入しその国の魔法を学んだ者、もしくは他国の魔導兵などが用いた魔法の発動を見た複写眼の保持者などである。
前述の理由のため、各国の攻撃魔法は国家によって厳格に規制されており、学べる場所も軍事施設に限られている。中には強力な破壊力をもつものもあるため、旧体制のローランド下でも市街では、戦闘用魔法の使用が禁止されていたことがシュス・シラーズの発言からわかる。

## 用語

### 魔眼
強大な力を行使できる眼の総称。以下の5種類が確認されており、力を行使する際は瞳に紋様が浮かび上がる。ティーアら魔眼保持者は「神の眼」と呼んでいる。
複写眼（アルファ・スティグマ）
発動時、朱の五芒星が現れる。魔眼の中では4番目に強い。
空間や物体が持つ魔力を視認でき、他者が展開した魔法の構成を展開途中でも（たとえ行使を中断しても最後まで）読み取り、自ら行使することができる。複写眼保持者は例外なく黒髪黒目である。その両眼は潰すこともえぐることもできない。肉親、友人などの親しい人物を目の前で殺されるなど、精神的に強いショックを受けると暴走し、破壊を撒き散らす。その事から複写眼の保持者は破壊を撒き散らす化け物と人々に忌み嫌われている。暴走時、通常なら複写眼の保持者は二度と正気に戻ることができない。ただし完全に暴走する前、絶叫、もしくは哄笑を上げている段階で第三者が気絶させることができれば暴走を防ぐことができる。その方法で暴走を止めた稀有なケースが作中で描かれている範囲ではライナがアルアを、ティーアが保護していた保持者の子供達を止めた2回。
ライナは暴走から自我を取り戻すことのできる例外的存在であり、暴走の状態も通常の複写眼の保持者とは違っている。またその暴走状態から自我を取り戻しかけている状態で第三者に瞼を閉じさせてもらうことで完全に元の状態に戻ることができる。
殲滅眼とは違い、生まれたときは普通の人間だが、5、6歳の幼少期に何かしらのきっかけによって発現する。クラウによると大抵の保持者は精神の未熟な子どもの頃に暴走してしまうため、ライナのような年齢（幼いの頃の記憶を持っていないため正確ではないが現在20歳）まで生き延びている例は少ないと推察できる。ライナとアルアの例を見ると、事故的なものではなく軍が実験と称して精神的ショックをわざわざ与えて意図的に暴走を促すような事実もある。
ガスタークでは暴走前の複写眼は魔眼の中ではさほどレベルの高いものではないと評価されていたようだが、ライナはアルアに魔法の援護をさせた戦闘において「やっかいさは最悪」とスイに言わしめた。なお、その瞳の結晶は他の複写眼保持者の暴走を誘発する力がある。
その正体は「寂しがりの悪魔」になる因子を持った者たち。
「寂しがりの悪魔」はその寂しさゆえに誰かと触れ合おうと人間の体を借りて世界に顕現しようとしており、それを阻むため、「女神」は「悪魔」になる可能性のある者、即ち複写眼保持者に呪いをかけて事前に抹殺しようと試みた。そしてその呪いの正体こそ「α」である。複写眼保持者が狂ったように哄笑を上げ、破壊を撒き散らす暴走は、厳密に言えば人格交代による「αの顕現」である。「α」自身は世界がどうなっても良いと考えている。故に複写眼保持者の人格を乗っ取った後、彼らの裡にある「悪魔」の力を利用して保持者が死ぬまで暴れ続ける。こうすることで「女神」は「悪魔」が目覚める前に暴走によって宿主を殺し、これまで「悪魔」の顕現を阻止していた。
ただし、ライナの場合は例外で、彼を複写眼保持者にしたのは「女神」ではなく、「這い神」と呼ばれていたレムルス。
殲滅眼（イーノ・ドゥーエ）
発動時、朱の十字が現われる。魔眼の中では1番強い。
この世界の魔道学における気の流れ、もしくは精霊と言われているものを吸収することにより超人的な身体能力を得ることができる。魔法、もしくは人間の肉体を直接喰らう事によって効率よく力を得ることが可能であり、また空間から直接精霊を吸収することによって力を得ることもできるが時間が掛かり得られる力も小さい。瞳が無意識に空間の精霊を吸収してしまうため上手く魔法の構成が創れず、自らは魔法を全く使うことができなくなっている。天から 降ってきた声に従い胎内から母親を食い殺して生まれてくる。そのため、少なくとも保持者であるティーアに関して言えば、人間を自分達と同じ存在とは思っておらず見下しており人間を喰らうことに罪悪感を持っていない。
殲滅眼は肉体を魔法化しているリューラを殺すために「司祭」が作り出したものであるらしい。
その瞳の結晶は超高温の青い炎を生み出して周囲にあるものを無差別に焼き払う力がある。
夢置眼（エブラ・クリプト）
発動時、縦に並んだ点が現れる。魔眼の中では3番目に強い。
睡眠時他人の夢を覗き見ることができる。対象のいる場所が自分から離れれば離れるほど読み取れる夢の内容は断片的なものになる。
ティーア達の組織はこの夢置眼の保持者達がその能力により各地の魔眼（神の眼）の保持者を探している。
未来眼（トーチ・カース）
発動時、鳥が飛び立とうとしている文様が現われる。魔眼の中では1番弱い。
未来を見ることができるものの、その景色は不確かで望んだものが見える訳ではない。力を使う弊害によって体の成長が止まってしまう。力を使う程毒に冒され髪と目が変色し現実のものを見る視力が失われていく。またその命も削る。
ティーア達の組織、魔眼（神の眼）の保持者達を率いる盟主と思われる人物、エーネがこの保持者。
怨嗟眼（ウィルノ・ヘイム）
発動時、二重楕円の紋様が現れる。魔眼の中では2番目に強い。
現時点でその能力は不明。リューラとの戦いで、ティーアが「ケペル」と呼んだ人物が、魔法の使えない殲滅眼の保持者と一人の怨嗟眼の保持者しかいない中で魔法を使っていた。

忌破り（いみやぶり）
ある国の魔法技術を習得し、何らかの事情で国外に逃亡した人物を指す。魔法技術はそれぞれの国ごとに全く違うため、情報が漏れることが軍事バランスの崩壊に直結する。そのため忌破りと呼ばれる人物を抹殺するために忌破り追撃隊が存在する。

### 勇者の遺物
かつて勇者や英雄などが所持していた特異な呪物。ガスタークでは「忘却欠片（ルール・フラグメ）」「 忘却神器（ルール・ファジール）」と呼ばれている。
アイルクローノの鎌
クゥが所持する大鎌。所持者の身体能力を飛躍的に向上させる。また、刃に触れたものを凍結させる能力を持つ。しかし、使用している間は感情も凍結するという副作用がある。
エレミーオの櫛
スイが所持していた櫛。対象に向かって振ることにより強烈な衝撃波を発生させる。暴走したアルファ・スティグマの保持者の放つ破壊をもたらす五芒星を打ち消す対策として使用されていたが、暴走したライナの放つ五芒星には効果がなく逆に破壊されてしまった。
ドルエリの剣鱗
スイが所持していたが、後にフロワードの手に渡る。
人や物に限定せずに突き刺さすことでドラゴンを召喚。刺した対象物が人体の場合、その一部がドラゴンの頭部に変化し、意図的に火を吐かせることが可能。伝承によれば、魔王を倒した勇者グラウス・ガルバードが使用していたという。
黒叡の指輪
フロワードが所持する黒い指輪。実体を持つ獣の姿をした影を生み出し、操る。「影」を繋げることで、切り落とされた腕をくっつけることもできる。力を行使する際に唱える言葉は「闇よ、有れ」。
來獣の指輪
リルが所持する金の指輪。実体を持つ光の獣を生み出す。黒叡の指輪と同等の力を持っている。神依りの体質の者しか使用できない。力を行使する際に唱える言葉は「來の方（らいのかた）の獣よ、有れ」。後からは「来の方（このかた）の獣よ、有れ」となっており、魔法と同様、呪文自体に意味はない様子。
再生の剣（グロウヴィル）
レファルが所持する大剣。極めて絶大な威力を誇るが使用する度に能力の一つ（視覚などの感覚や体の一部）を失うという高いリスクを負わなければならない。力を行使する際にはライナの暴走時と同様に空から堕ちてくるような声が聞こえるが、ライナのそれとは違って厳かで畏怖を抱かせるものである。
世界の外側「エレル」より「司祭」によってもたらされた力。ガスターク大陸の数万の人間の命を使い作られた。司祭に選ばれたレファル・エディア（現ガスターク王レファルの名前は彼からとられたもの）の家系、エディア家の者のみが使える聖剣。聖洞に封印されていたが、「女神」を殺すためレファルが復活させた。
石喰い（スパンクエル）
リルが所持する水晶玉。魔眼保持者の眼球を抉り出したり、ルークの糸を切り刻んだりするなど活用範囲は広い。
ラッツェルの糸
ルークが所持する縫い針。細い針から目を凝らさなければ見えないほどの細く強靭で決して切れない糸を無限に出し入れできる。もとはただの便利な裁縫道具だったようだがルークは武器として使用している。
次元の龍
持ち主の願望を具現化して、世界に破滅と絶望をもたらす黒の番（つがい）の黒水晶。グロウヴィルに匹敵する極めて強力な忘却欠片であり持ち主が邪悪な心の持ち主であれば破滅の龍化してしまう。現在シルが所有しているがシルの願いは友人が欲しいという純粋なものであったため破滅の龍化せずに人間となった。破滅の龍化しなくともある程度の力は持っている模様。
メノスの断残
人形の形をしている。全てを焼き尽くすまで消えることのない黒い炎を生み出し城三つ薙ぎ払って余りある程の威力。その使用者は逃げ切ることができないため本来は自爆用であるが、ゾーラはルシルの能力を逆手に取り対処の隙を利用して逃走した。
アートファールの呪詛
リューラがライナに扉を見せるために使用。効果の詳細は不明。
神獣消し（シプアムス）
首飾り。かつてルーナ帝国の神から姫へ贈られた魔払いのお守り。周囲の光を取り込み巨大な雷を発生させる。山ぐらいなら跡形もなく消し去る威力を持っている。
魔獣消し（エルアムス）
破壊の規模は神獣消し（シプアムス）よりも小さいが、それでも数千・数万の人命を奪うほどの威力を持っている。
寄神虫（ユーロス・エルマ）
七色に明滅する蛍光色の小さな虫の大群で、アムス系の忘却欠片を打ち消すことが出来る。それら数千万匹が魔獣消し（エルアムス）の光を食らい尽くした。
死の転移（デルニオ）
治癒の石。これにより人を治療する際には代償（人間の血）が必要で、怪我が大きければ代償も大きくなる。即死でない限り大抵の怪我を治癒させる事が可能。

### その他
すべての式（ライナ・エリス・リード）
遥か昔、南の果てに住んでいた「寂しがりの悪魔（ライナ・エリス・リード）」。後にリューラによって「寂しがり（ライナ・リード）」と「悪魔（エリス・リード）」の二つに割られ、「寂しがり」はリューラによってフェルナ（ライナ・リュート）に入れられ、「悪魔」はルシルによって喰われた。
すべての式を解く者（ライナ・リード）
別名「寂しがり（ライナ）」。「寂しがりの悪魔」の半身。伝承によれば「狂った黒い勇者」に喰われる。
現在はリューラによって彼の息子の中に入れられ、後に自ら彼に食われた。
すべての式を編む者（エリス・リード）
別名「悪魔（エリス）」。もしくは剣聖エリス・リード。「寂しがりの悪魔」の半身。伝承によれば「狂った黒い勇者」に喰われる。
エリス家の地下に封印されており、近づく者に想像を絶する苦痛を与える。エリス家の跡取りはある一定の年齢が来ると「悪魔」の元を訪れ、しばらくそこで暮らさなければならず、またそれに耐えた者も人間的常識を失って狂いエリス家の闇に染まることとなる。なお、エリス家の者は全て「悪魔」の血を引いている。
リューラによって「神喰い」を移植されたルシル（レルクス）によって喰われた。

狂った勇者（アスルード・ローランド）
狂った黒い勇者、堕ちた黒い勇者とも呼ばれる。一説によれば、遥か昔女神を皆殺しにした後に世界を一度終わらせた。円命の女神によれば勇者とは女神を減らすために作りだされた存在。「すべての式を解く者」を喰らい真になる。喰われた「すべての式を解く者」は地獄のような痛みが永遠に続くことになる。現在ではシオンのことである。
その正体は、司祭が生み出した女神の変異体で、女神を間引くためのプログラム。女神が一定数まで増加すると、女神のうちの一匹が勇者へと変化し、女神の数を減らしていく。女神の数が一定まで減ると、勇者よりも強い力を持つ女神が生まれ、勇者はそれによって殺されるか、異空間へと放逐される。しかし、あるとき勇者は放逐された異空間で「寂しがりの悪魔」と出会い、「ニンゲンα」の魔法を生み出した。
また、勇者には感情がなく、レムルス曰く「すべてを壊したい、何もかもを壊したい、皆殺しにしたい！としか言わないような奴」とのこと。
エリス家の最奥に死体が安置されており、虚無を発生させている。ローランドの王族は15歳になるとこの死体のもとへと向かう試練を受ける。最も奥に進んだものが王になる資格を得るが、自分の限界を超えて進みすぎれば狂ってしまう。「女神」の呪いによって封印されていたが、シオンが解放しその身に取り込んだ。しかし彼を取り込むということは気が狂いそうな苦痛に永遠にさいなまれることを意味する。シオンの兄弟たちはあっさりとそれに負けて理性を失い怪物になってしまったらしい。
レムルス・レムルド・アークエドとも面識があり、卑屈な彼を嫌っていたらしい。

α（アルファ）
「すべての式を解く者」を消すための呪い。ライナの母イルナ・リュートルーによって押さえ込まれていたが、ライナが「すべての式を解く者」と覚醒した際に逃げ出し、巨大な蜘蛛のような姿で実体化、ライナを殺そうとするも、イルナ自らの犠牲により、あっけなく滅ぼされた。
なお、ライナの複写眼が暴走した際に空から降ってくる謎の声の正体はこの「α」であり、厳密に言うと、複写眼の暴走ではなく、ライナの意識を乗っ取った「α」が「すべての式を解く者」の力を使って暴れていた。

ω（オメガ）
「すべての式を編む者」を消すための呪い。αと同様の存在だが、ルシル・エリスによって逆に喰われてしまった。

女神
世界の全てを食い潰そうとしている存在。アスルード・ローランドを南の地に封印した者達。中央大陸の西部にある永久砂漠の向う側に住んでいる。女神はその力が弱いほどその容姿が醜くなる傾向にある。ルシル曰く女神とは性別ではなく、「神が理性を失った」存在を指すらしい。

ニンゲンα
女神が施した「ニンゲン」という結界を破るためにアスルード・ローランドが生み出した魔法。ローランド帝国の国民のことであり、アスルード・ローランドに支配されることで人間は「ニンゲンα」へと変わり、アスルード・ローランドの力の源へと変わる。故に、ローランド帝国の領土が広がれば広がるほどアスルード・ローランドの力は強くなり、逆に「ニンゲンα」が死ぬと弱くなる。
女神によれば、ローランド帝国が南大陸を制圧し、中央大陸に達した時点でアスルード・ローランドの力は女神の手に負えなくなるらしい。
門
ライナがαに襲われた際、行き着いた扉。すべての式を解くもの、編むものの覚醒と関係があるが現時点では詳細は不明である。
なお、ルシル曰く、「ライナにはまだ早い」というがリューラは「それは私が決めることだ」と会話していた。
司祭
世界の外側より現れる存在。全ての黒幕。リューラに協力し、ガスタークに「忘却欠片」を与え、ルシルを千の魔と契約させた。この世界の仕組みを作った存在だが、唯一それに含まれない「寂しがりやの悪魔」ライナ・エリス・リードを警戒している。

## 既刊一覧

### 小説

#### 伝説の勇者の伝説
- 鏡貴也（著）・とよた瑣織（イラスト）、富士見書房〈富士見ファンタジア文庫〉、全11巻
  - 『伝説の勇者の伝説1 昼寝王国の野望』、2002年2月25日初版発行（2月20日発売[11]）、ISBN 4-8291-1410-X
  - 『伝説の勇者の伝説2 宿命の二人三脚』、2002年6月25日初版発行（6月20日発売[12]）、ISBN 4-8291-1439-8
  - 『伝説の勇者の伝説3 非情の安眠妨害』、2003年5月25日初版発行（5月20日発売[13]）、ISBN 4-8291-1518-1
  - 『伝説の勇者の伝説4 大掃除の宴』、2003年10月25日初版発行（10月18日発売[14]）、ISBN 4-8291-1564-5
  - 『伝説の勇者の伝説5 出来心の後始末』、2004年4月25日初版発行（4月20日発売[15]）、ISBN 4-8291-1606-4
  - 『伝説の勇者の伝説6 シオン暗殺計画』、2004年8月25日初版発行（8月20日発売[16]）、ISBN 4-8291-1640-4
  - 『伝説の勇者の伝説7 失踪の真相』、2004年10月25日初版発行（10月20日発売[17]）、ISBN 4-8291-1661-7
  - 『伝説の勇者の伝説8 行方知れずの恩知らず』、2005年6月25日初版発行（6月18日発売[18]）、ISBN 4-8291-1729-X
  - 『伝説の勇者の伝説9 完全無欠の王様』、2005年10月25日初版発行（10月20日発売[19]）、ISBN 4-8291-1768-0
  - 『伝説の勇者の伝説10 孤軍奮闘の王様』、2006年4月25日初版発行（4月20日発売[20]）、ISBN 4-8291-1817-2
  - 『伝説の勇者の伝説11 君子豹変の王様』、2006年10月25日初版発行（10月20日発売[21]）、ISBN 4-8291-1870-9

#### 大伝説の勇者の伝説
- 鏡貴也（著）・とよた瑣織（イラスト）、富士見書房→KADOKAWA〈富士見ファンタジア文庫〉、全18巻
  - 『大伝説の勇者の伝説1 行く先未定の大逃亡』、2007年10月25日初版発行（10月20日発売[22]）、ISBN 978-4-8291-1966-2
  - 『大伝説の勇者の伝説2 明日をも知れぬ大合戦』、2007年11月25日初版発行（11月20日発売[23]）、ISBN 978-4-8291-1981-5
  - 『大伝説の勇者の伝説3 青色吐息の大計画』、2008年5月25日初版発行（5月20日発売[24]）、ISBN 978-4-8291-3292-0
  - 『大伝説の勇者の伝説4 虚々実々の大幻惑』、2008年9月25日初版発行（9月20日発売[25]）、ISBN 978-4-8291-3327-9
  - 『大伝説の勇者の伝説5 悪魔王、降臨』、2009年2月25日初版発行（2月20日発売[26]）、ISBN 978-4-8291-3376-7
  - 『大伝説の勇者の伝説6 戦場に堕ちるアルファ』、2009年8月25日初版発行（8月20日発売[27]）、ISBN 978-4-8291-3429-0
  - 『大伝説の勇者の伝説7 初恋と死神』、2010年1月25日初版発行（1月20日発売[28]）、ISBN 978-4-8291-3479-5
  - 『大伝説の勇者の伝説8 壊れた魔術師の未来』、2010年6月25日初版発行（6月19日発売[29]）、ISBN 978-4-8291-3530-3
  - 『大伝説の勇者の伝説9 落ちこぼれの悪あがき』、2010年12月18日初版発行（同日発売[30]）、ISBN 978-4-8291-3594-5
  - 『大伝説の勇者の伝説10 英雄と悪魔』、2011年5月20日初版発行（同日発売[31]）、ISBN 978-4-8291-3638-6
  - 『大伝説の勇者の伝説11 ニンゲン総代』、2012年2月18日初版発行（同日発売[32]）、ISBN 978-4-8291-3727-7
  - 『大伝説の勇者の伝説12 遅れてきた魔眼の王』、2012年9月25日初版発行（9月20日発売[33]）、ISBN 978-4-8291-3799-4
  - 『大伝説の勇者の伝説13 昼寝と団子と王様と』、2013年2月25日初版発行（2月20日発売[34]）、ISBN 978-4-8291-3857-1
  - 『大伝説の勇者の伝説14 剣の一族の告白』、2013年10月19日初版発行（同日発売[35]）、ISBN 978-4-04-712914-6
  - 『大伝説の勇者の伝説15 悪魔の恋模様について』、2014年5月20日初版発行（同日発売[36]）、ISBN 978-4-04-070190-5
  - 『大伝説の勇者の伝説16 昼寝男の結婚』、2015年9月19日初版発行（同日発売[37]）、ISBN 978-4-04-070357-2
  - 『大伝説の勇者の伝説17 団子娘の出す答え』、2017年10月20日初版発行（同日発売[38]）、ISBN 978-4-04-070768-6
  - 『大伝説の勇者の伝説18 みんなが昼寝王国民』、2017年10月20日初版発行（同日発売[39]）、ISBN 978-4-04-072075-3

#### とりあえず伝説の勇者の伝説
- 鏡貴也（著）・とよた瑣織（イラスト）、富士見書房〈富士見ファンタジア文庫〉、全11巻
  - 『とりあえず伝説の勇者の伝説1 脱力のヒロイック・サーガ」2002年12月25日初版発行（12月20日発売[40]）、ISBN 4-8291-1483-5
  - 『とりあえず伝説の勇者の伝説2 無気力のクロスカウンター」2003年6月25日初版発行（6月20日発売[41]）、 ISBN 4-8291-1530-0
  - 『とりあえず伝説の勇者の伝説3 暴力のファーストコンタクト」2003年12月1日初版発行（12月20日発売[42]）、ISBN 4-8291-1576-9
  - 『とりあえず伝説の勇者の伝説4 魔力のバーゲンセール」2004年6月25日初版発行（6月19日発売[43]）、ISBN 4-8291-1625-0
  - 『とりあえず伝説の勇者の伝説5 魅力のオーバーヒート」2004年12月25日初版発行（12月18日発売[44]）、ISBN 4-8291-1676-5
  - 『とりあえず伝説の勇者の伝説6 死力のダンスパーティ」2005年8月25日初版発行（8月20日発売[45]）、ISBN 4-8291-1746-X
  - 『とりあえず伝説の勇者の伝説7 努力のタイムリミット」2006年3月1日初版発行（3月18日発売[46]）、ISBN 4-8291-1809-1
  - 『とりあえず伝説の勇者の伝説8 権力のワンダーランド」2006年8月25日初版発行（8月19日発売[47]）、ISBN 4-8291-1854-7
  - 『とりあえず伝説の勇者の伝説9 全力のドロップアウト」2007年1月1日初版発行（1月20日発売[48]）、ISBN 978-4-8291-1890-0
  - 『とりあえず伝説の勇者の伝説10 気力のダウンロード」2007年3月25日初版発行（3月20日発売[49]）、ISBN 978-4-8291-1913-6
  - 『とりあえず伝説の勇者の伝説11 常識力のホールドアップ」2007年6月25日初版発行（6月20日発売[50]）、ISBN 978-4-8291-1939-6

#### 真伝勇伝・革命編 堕ちた黒い勇者の伝説
- 鏡貴也（著）・とよた瑣織（イラスト） 『真伝勇伝・革命編 堕ちた黒い勇者の伝説』 富士見書房〈富士見ファンタジア文庫〉、既刊8巻（2013年8月20日現在）
  1. 2007年12月25日初版発行（12月20日発売[51]）、ISBN 978-4-8291-1989-1
  2. 2008年3月25日初版発行（3月19日発売[52]）、ISBN 978-4-8291-3271-5
  3. 2008年12月25日初版発行（12月20日発売[53]）、ISBN 978-4-8291-3360-6
  4. 2009年4月25日初版発行（4月18日発売[54]）、ISBN 978-4-8291-3393-4
  5. 2009年10月25日初版発行（10月20日発売[55]）、ISBN 978-4-8291-3452-8
  6. 2010年9月18日初版発行（同日発売[56]）、ISBN 978-4-8291-3563-1
  7. 2012年6月20日初版発行（同日発売[57]）、ISBN 978-4-8291-3766-6
  8. 2013年8月20日初版発行（同日発売[58]）、ISBN 978-4-8291-3922-6

### 漫画
- 鏡貴也（著）・とよた瑣織（作画） 『なんとなく伝説の勇者の伝説』 富士見書房〈カドカワコミックス・ドラゴンJr.〉、2009年2月9日初版発行（2月5日発売[59]）、ISBN 978-4-04-712592-6
- 鏡貴也（著）・とよた瑣織（キャラクター原案）・長蔵ヒロコ（作画） 『伝説の勇者の伝説』 富士見書房〈カドカワコミックス・ドラゴンJr.〉、全9巻
  1. 2009年3月9日初版発行（3月5日発売[60]）、ISBN 978-4-04-712594-0
  2. 2009年7月9日初版発行（7月7日発売[61]）、ISBN 978-4-04-712616-9
  3. 2009年11月9日初版発行（11月5日発売[62]）、ISBN 978-4-04-712636-7
  4. 2010年7月9日初版発行（7月7日発売[63]）、ISBN 978-4-04-712675-6
  5. 2010年10月9日初版発行（10月7日発売[64]）、ISBN 978-4-04-712690-9
  6. 2011年1月8日初版発行（1月6日発売[65]）、ISBN 978-4-04-712708-1
  7. 2011年6月9日初版発行（6月7日発売[66]）、ISBN 978-4-04-712731-9
  8. 2012年2月8日初版発行（2月7日発売[67]）、ISBN 978-4-04-712778-4
  9. 2012年6月7日初版発行（6月6日発売[68]）、ISBN 978-4-04-712804-0
- 鏡貴也（著）・とよた瑣織（キャラクター原案）・ほづみりや（作画） 『真伝勇伝・革命編 堕ちた黒い勇者の伝説』 スクウェア・エニックス〈ガンガンコミックスONLINE〉、全4巻
  1. 2010年12月22日発売[69]、ISBN 978-4-7575-3091-1
  2. 2011年5月25日発売[70]、ISBN 978-4-7575-3232-8
  3. 2011年11月25日発売[71]、ISBN 978-4-7575-3424-7
  4. 2012年6月20日発売[72]、ISBN 978-4-7575-3644-9
- 鏡貴也（著）・とよた瑣織（キャラクター原案）・矢町大成（作画） 『伝説の勇者の伝説 Revision』 スクウェア・エニックス〈ヤングガンガンコミックス〉、全2巻
  1. 2011年5月25日発売[73]、ISBN 978-4-7575-3245-8
  2. 2011年11月25日発売[74]、ISBN 978-4-7575-3426-1

### 関連書籍
- 『伝説の勇者の伝説解説本 ガイド・オブ・伝説の勇者の伝説』2010年11月20日発売[75]、ISBN 978-4-8291-3588-4

## 関連商品

### CD
ラジオCD
1. 「伝説の勇者の伝説のラジオ」コミックマーケット78限定スペシャルクエスト「伝説のドリンク」
2. 「伝説の勇者の伝説のラジオ」おまとめ盤 1
3. 「伝説の勇者の伝説のラジオ」おまとめ盤 2

キャラクターソング
1. キャラクターフューチャリングCD ライナ編
2. キャラクターフューチャリングCD フェリス編
3. キャラクターフューチャリングCD シオン編

サウンドトラック
1. TVアニメ「伝説の勇者の伝説」 オリジナルサウンドトラック

他にプロトタイプ版ともいえるドラマCD（ドラマティックドラゴン・富士見ドラマCDコレクション）が富士見書房よりリリースされた。

### ゲーム
『伝説の勇者の伝説 -LEGENDARY SAGA-』
PlayStation Portable用ゲームとして、角川書店より2010年2月18日に発売された。
長編1部、1巻から3巻の間の話である。ファミ通の40点満点のクロスレビューでは26点だった。
『伝説の勇者の伝説RPG』
モバイルゲームコンテンツとして、角川コンテンツゲート が2010年9月1日に公開した。2011年4月1日には株式会社スナウトと、GREEからのサービスの提供をし2011年9月30日に公開を終了した。
テレビアニメの世界を舞台にしたRPG。アイテム課金制。
『ぷちぷち☆伝勇伝』
モバイルゲームコンテンツとして、株式会社スナウト及び角川コンテンツゲート がモバゲータウンで2011年1月27日に公開し2011年9月30日に公開を終了した。
テレビアニメの世界を舞台にしたマルチプレイヤーRPG。アイテム課金制。
『ぷちぷち☆伝勇伝de7ならべ』/『ぷちぷち☆伝勇伝deふみふみ』/『ぷちぷち☆伝勇伝deスロット』
モバイルゲームコンテンツとして、株式会社スナウト及び角川コンテンツゲート がモバゲータウンで2011年2月22日に公開し2011年9月30日に公開を終了した。
『ぷちぷち☆伝勇伝』のスピンアウト作品。ミニゲーム。利用料金は完全無料。
『ファンタジア・リビルド』
2020年12月17日より配信されているPC / iOS / Android用アプリゲーム。
ファンタジア文庫作品のクロスオーバーRPGであり、リリース時より本作のキャラクターが登場する。

## 漫画
なんとなく伝説の勇者の伝説
2002年10月、『ドラゴンマガジン増刊 ファンタジアバトルロイヤル』2002年11月号増刊から連載。作画はとよた瑣織。内容は原作とは無関係の4コマ漫画。元々は『ファンタジアバトルロイヤル』のページの穴埋め目的で掲載したのが始まりで、休刊となった2007年5月号増刊まで掲載し、その後は『月刊ドラゴンマガジン』にも2009年3月号に掲載した。
伝説の勇者の伝説
2008年7月、『月刊ドラゴンエイジ』で2008年8月号から2012年5月号まで連載。作画は長蔵ヒロコ。原作本編を漫画化したものであるが、同誌2010年8月号では漫画版オリジナルのストーリーも掲載している。
学園伝勇伝
2010年6月、『月刊ドラゴンエイジ』で2010年7月号から2011年1月号まで連載。また2010年7月、『ドラゴンマガジン』でも2010年9月号から2011年1月号まで連載している。作画はS.濃すぎ。内容は先述の『なんとなく…』と同様に原作とは無関係で、高校生に扮したライナ達の「ローランド学園」での日常を描いた、いわゆる「学園コメディ（学園漫画）」である。ミルクや忌破り隊の面々は全話通して登場していない。
真伝勇伝・革命編 堕ちた黒い勇者の伝説
2010年7月、ウェブコミック配信サイト『ガンガンONLINE』（スクウェア・エニックス）にて2010年7月29日から2012年4月26日まで連載。作画はほづみりや。シオンを主人公にした同名原作を漫画化したものである。
伝説の勇者の伝説 Revision
2010年10月、『ヤングガンガン』（スクウェア・エニックス）にて2010年21号から2011年16号まで連載。作画は矢町大成。原作短編集を元に漫画化されたシリーズ。

## 他作品ゲスト出演
『いつか天魔の黒ウサギ』第13話（TV未放送）心移りの登校日〜すくーる・あてんだんす・でぃ〜
2011年12月5日発売の『いつか天魔の黒ウサギ』小説9巻の限定版にテレビアニメ『いつか天魔の黒ウサギ』未放映のエピソードを収録したDVDが付属している。本作品の終盤（ED後）ライナ・リュートとフェリス・エリスが特別ゲストとして出演している。本作品で唯一ライナ&フェリスVS紅日向（声 - 福山潤）との戦いが見られる。

## テレビアニメ
2010年1月にアニメ化が発表され、同年7月から12月までテレビ東京ほかにて放送された。
本作のアニメは序盤から否定的な見方も目立っていたがそういった者たちは次第に見なくなり、最終的には肯定的な意見で占められた。このことから、当初は不評も多かったがその者たちは脱落していったことで肯定的な者の比率が上がり、最後には賞賛で占められ外野からは高評価に見えることを「でんでん現象」と呼ぶようになった。

### スタッフ
- 原作 - 鏡貴也（富士見ファンタジア文庫/富士見書房刊）[7]
- 監督 - 川崎逸朗[7]
- 助監督 - 高柳佳幸（第13話 - 第24話）
- シリーズ構成 - 吉村清子[7]
- ストーリーライン - Jeong Bong Ki（第1話 - 第12話）
- キャラクター原案 - とよた瑣織[7]
- キャラクターデザイン - 島沢ノリコ[7]
- セットデザイン - 青木智由紀[81]
- デザインワークス - 岩永悦宜[81]
- 美術監督 - 東潤一[81]
- 色彩設計 - 川上善美[81]
- 撮影監督 - 口羽毅
- 編集 - 平木大輔
- 音楽 - 仲村美悠
- 音楽プロデューサー - 小池克実[81]
- 音響監督 - 岩浪美和[81]
- プロデューサー - 立崎孝史[81]、Jeong Hyun ah[81]、加藤正純[81]、有永真仁[81]、伊藤善之[81]、川崎とも子[81]
- アニメーションプロデューサー - Kim Hyo eun
- 制作プロデューサー - 橋本和典
- アニメーション制作 - ZEXCS[7]
- 製作 - 伝勇伝製作委員会（ティー・オーエンタテインメント、SK INDEPENDENCE、メディアファクトリー、角川コンテンツゲート、ランティス）

### 主題歌
オープニングテーマ
「LAMENT〜やがて喜びを〜」（第1話 - 第12話）
作詞 - 畑亜貴 / 作曲・編曲 - 虹音 / 歌 - 結城アイラ
「Last Inferno」（第13話 - 第24話）
作詞 - Ceui / 作曲 - 小高光太郎・Ceui / 編曲 - 小高光太郎 / 歌 - Ceui

エンディングテーマ
「Truth Of My Destiny」（第1話 - 第12話）
作詞 - Ceui / 作曲 - 小高光太郎・Ceui / 編曲 - 小高光太郎 / 歌 - Ceui
「光のフィルメント」（第13話 - 第24話）
作詞 - riya / 作曲・編曲 - 菊地創 / 歌 - 高垣彩陽

挿入歌「Energy」（第23話）
作詞・作曲 - Ceui / 編曲 - 小高光太郎 / 歌 - Ceui
※韓国版はOP・EDともに韓国のアーティストが担当をした。

### 各話リスト
| 話数              | サブタイトル                   | 脚本              | 絵コンテ          | 演出              | 作画監督                     | 総作画監督 |
| ----------------- | ------------------------------ | ----------------- | ----------------- | ----------------- | ---------------------------- | ---------- |
| #001              | 昼寝王国の野望                 | 吉村清子          | 川崎逸朗          | 川崎逸朗 高柳佳幸 | 清水博明 臼田美夫            | 臼田美夫   |
| #002              | 英雄と寝ぼけ男                 | 川崎逸朗          | 川崎逸朗          | 渡部穏寛          | 織岐一寛 北條直明            | 桜井正明   |
| #003              | 複写眼（アルファ・スティグマ） | 川崎逸朗          | 川崎逸朗          | 奥野耕太          | 門智昭                       | 臼田美夫   |
| #004              | ライナ・レポート               | 吉村清子          | 高柳佳幸          | 高柳佳幸          | 仁井学 吉井弘幸              | 谷津美弥子 |
| #005              | 目覚め始めた世界               | 吉村清子          | 川崎逸朗 渡部穏寛 | 高林久弥          | 安本学 鷲田敏弥              | 桜井正明   |
| #006              | 暗がりに潜む者                 | 山田由香          | 川崎逸朗          | 比嘉静男          | つつみまさき                 | 臼田美夫   |
| #007              | その手を離さない               | 大知慶一郎        | やしろ駿          | やしろ駿          | 中野典克 村上真紀 清水博明   | 中野典克   |
| #008              | エスタブール反乱               | 根元歳三          | 高林久弥          | 岡辰也            | 烏宏明 中本尚                | 小林利充   |
| #009              | 忘却欠片（ルール・フラグメ）   | 藤咲あゆな        | 川崎逸朗          | 清水一伸          | 門智昭                       | 谷津美弥子 |
| #010              | 夕暮れ                         | 吉村清子          | 川崎逸朗          | 渡部穏寛          | 織岐一寛 安本学              | 桜井正明   |
| #011              | 悪魔の子                       | 大知慶一郎        | 高柳佳幸          | 吉田俊司          | 清水博明                     | 臼田美夫   |
| #012              | 大掃除の宴                     | 根元歳三          | 高林久弥          | 高林久弥          | 奥野浩行 山本佐和子          | 小林利充   |
| #013              | 北の勇者王                     | 藤咲あゆな        | やしろ駿          | やしろ駿          | 阿部智之                     | 谷津美弥子 |
| #014              | 誰も、なにも失わない世界       | 山田由香          | 高本宣弘          | 岡辰也            | 岩本貴玲                     | 桜井正明   |
| #015              | きる・ざ・きんぐ               | 吉村清子          | 川崎逸朗          | 池畠ヒロ史        | 八尋裕子                     | 臼田美夫   |
| #015.5 （総集編） | いりす・れぽ〜と               | 川崎逸朗 （構成） | 川崎逸朗          | 川崎逸朗          | 中野典克                     | 中野典克   |
| #016              | 微笑まない女神                 | 大知慶一郎        | 川崎逸朗 渡部穏寛 | 徐恵眞            | 烏宏明                       | 小林利充   |
| #017              | 殲滅眼（イーノ・ドウーエ）     | 根元歳三          | 高柳佳幸          | 藤本ジ朗          | ビートフロッグ               | 桜井正明   |
| #018              | 呪われた瞳                     | 山田由香          | 川畑えるきん      | 川畑えるきん      | 川畑えるきん 吉井弘幸        | 谷津美弥子 |
| #019              | 行方知れずの恩知らず           | 藤咲あゆな        | 高林久弥          | 渡部穏寛          | 織岐一寛 中本尚 村司晃英     | 桜井正明   |
| #020              | 絶望に埋めつくされない心       | 吉村清子          | やしろ駿 高柳佳幸 | 山崎正和          | 宮井加奈 若野哲也 岩本貴玲   | 小林利充   |
| #021              | ローランドの闇                 | 根元歳三          | やしろ駿          | やしろ駿          | 中野典克                     | 中野典克   |
| #022              | αという名の獣                  | 大知慶一郎        | 川崎逸朗          | 岡辰也            | 烏宏明 山本善哉 安本学       | 小林利充   |
| #023              | 最後の日                       | 吉村清子          | 川崎逸朗          | 川崎逸朗 高柳佳幸 | 清水博明                     | 臼田美夫   |
| #024              | 遠い日の約束                   | 吉村清子          | 川崎逸朗          | 川崎逸朗 高柳佳幸 | 谷津美弥子 中野典克 小林利充 | 島沢ノリコ |

### 放送局
| 放送地域   | 放送局     | 放送期間                      | 放送日時                              | 放送系列       |
| ---------- | ---------- | ----------------------------- | ------------------------------------- | -------------- |
| 関東広域圏 | テレビ東京 | 2010年7月1日 - 12月16日       | 木曜 26:15 - 26:45                    | テレビ東京系列 |
| 大阪府     | テレビ大阪 | 2010年7月2日 - 12月17日       | 金曜 27:05 - 27:35                    | テレビ東京系列 |
| 愛知県     | テレビ愛知 | 2010年7月7日 - 12月22日       | 水曜 26:58 - 27:28                    | テレビ東京系列 |
| 日本全域   | AT-X       | 2010年7月12日 - 12月27日      | 月曜 8:30 - 9:00 （リピート放送あり） | CS放送         |
| 滋賀県     | びわ湖放送 | 2010年10月4日 - 2011年3月21日 | 月曜 25:50 - 26:20                    | 独立UHF局      |
| 韓国全域   | KBS1       | 2011年3月19日 -               | 土曜 13:30 - 14:00                    |                |

| テレビ東京 木曜26:15 - 26:45枠                                                                        | テレビ東京 木曜26:15 - 26:45枠 | テレビ東京 木曜26:15 - 26:45枠 |
| 前番組                                                                                                | 番組名                         | 次番組                         |
| --- | ------------------------------ | ------------------------------ |
| オー!マイキー10th Anniversary ※26:15 - 26:20テガミバチ （再放送） ※26:20 - 26:45 【85分繰下げて継続】 | 伝説の勇者の伝説               | 世紀末オカルト学院 （再放送）  |

## Webラジオ
『伝説の勇者の伝説のラジオ』と題して、2010年5月21日より12月24日までランティスウェブラジオ、音泉、アニメイトTVで配信された。「伝説をつくる」ことをモットーとし、番組内では音頭や怪談づくり、陶芸などに挑戦している。
数回をまとめ、ひとつの章としている。バックナンバーの配信は、章ごとに行われる。
- 第1章「竜王」編（全4話、#1-4）
- 第2章「伝説の花婿」編（全4話、#5-8）
- 第3章「伝説の夏の伝説」編（全5話、#9-13）
- 第4章「伝説の怪談」編（全3話、#14-16）
- 第5章「伝説のお月見」編（全4話、#17-20）
- 伝説の総集編の総集編（全1話、#21）
- 第6章「伝説の運動会」編（全3話、#22-24）
- 第7章「伝説の魔法」編（全4話、#25-28）
- 第8章「最終章」編（全4話、#29-32）

### 出演者
パーソナリティ
- 福山潤（ライナ・リュート役）
- 高垣彩陽（フェリス・エリス役）
- 小野大輔（シオン・アスタール役）

ゲスト
- #2, 4：渡辺明（将棋の永世竜王）
- #9 - 13：大浦冬華（キファ・ノールズ役）
- #11, 12：結城アイラ（オープニング歌手）
- #11, 12, 22, 23, 24：Ceui（エンディング歌手）
- #14 - 16：稲川淳二
- #17 - 20：村田知沙（イリス・エリス役）
- #22 - 24：藤田咲（ミルク・カラード役）
- #24：伊丸岡篤（クラウ・クロム役）、馬場和広（プロ競輪選手）
- #27, 28：杉木優子（サイエンス・プロデューサー）
- コミケ限定CD：諏訪部順一（ミラン・フロワード役）